# Nieuwe Hollandse Waterlinie

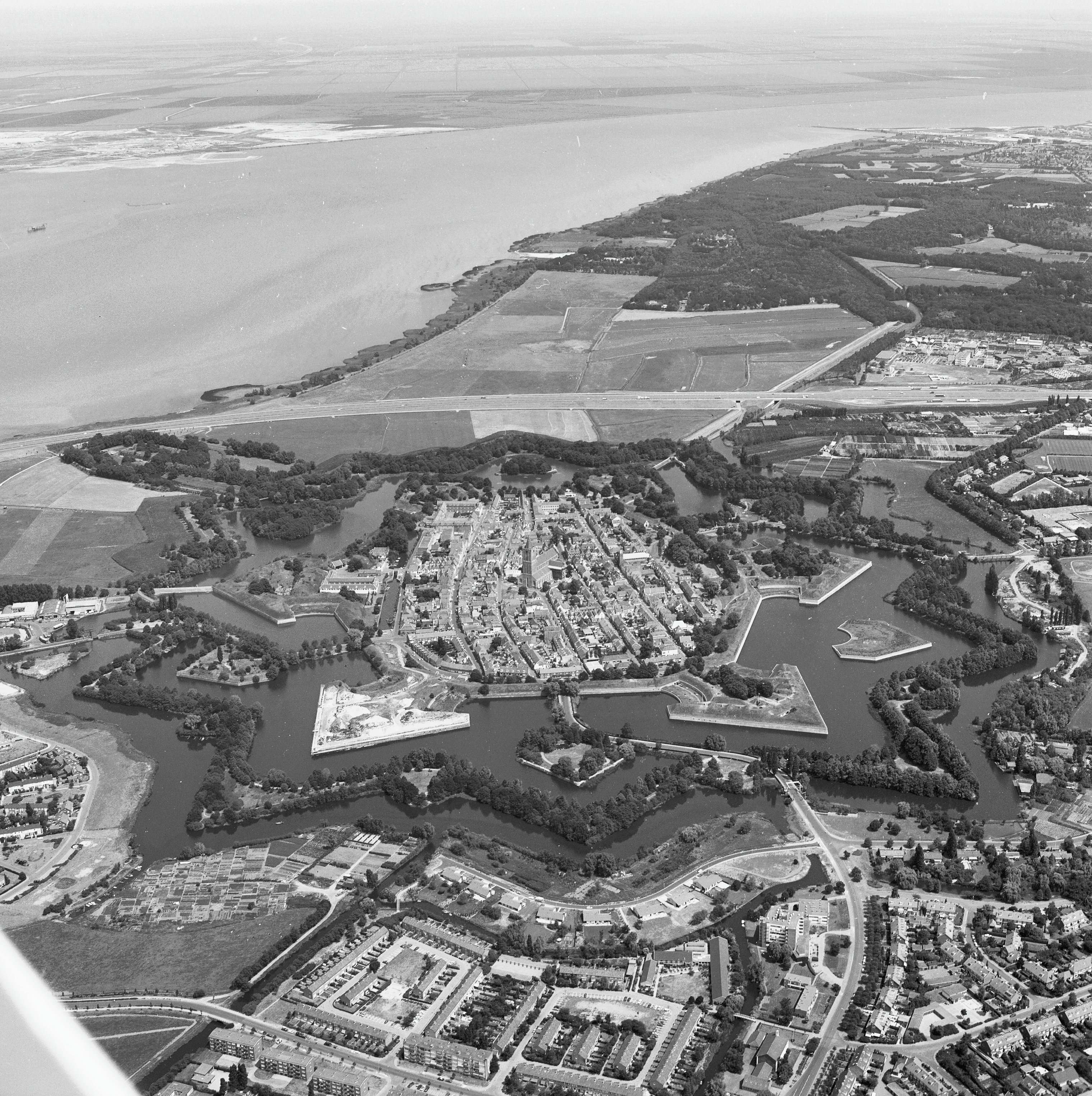
Vestingstad Naarden; 1977

De Nieuwe Hollandse Waterlinie (NHW) is een belangrijke verdedigingslinie uit de Nederlandse geschiedenis. De waterlinie beschermde een groot deel van Holland en de stad Utrecht. De waterlinie is in gebruik geweest van 1870 tot 1945.
De Nieuwe Hollandse Waterlinie diende ter vervanging van de uit eind 17e eeuw daterende (Oude) Hollandse Waterlinie en draagt vanaf 1871 deze nieuwe naam. Een belangrijk verschil tussen de oude en de nieuwe linie is dat de stad Utrecht nu binnen de linie valt.
De waterlinie lag ten oosten en zuiden van de steden van Holland, 85 kilometer lang en 3 tot 5 kilometer breed. Met 46 forten strekte de linie zich uit van het eiland Pampus in de Zuiderzee tot aan de Biesbosch. Daarnaast bestaat de linie uit de vijf vestingsteden Muiden, Weesp, Naarden, Gorinchem en Woudrichem. De grote historische waarde leidde tot aanmelding voor de Werelderfgoedlijst van UNESCO (1995, gehonoreerd in 2021); en de lijst van Rijksmonumenten (2009) alsmede tot de status van Nationaal Landschap (2005).

## Aanleg
De eerste schetsen voor de Nieuwe Hollandse Waterlinie dateren van het eind van de achttiende eeuw. Cornelis Krayenhoff, vanaf 1796 directeur der Hollandse Fortificatiën, pleitte voor een verschuiving van de oude Hollandse Waterlinie in oostelijke richting, zodat ook Utrecht daarbinnen zou vallen. Na de inlijving in het Franse keizerrijk bleek dat Napoleon Bonaparte belangstelling had voor dit plan, omdat daarmee de voor hem strategisch belangrijke stad Amsterdam goed verdedigd zou kunnen worden. Tot een uitvoering kwam het echter niet. Na de val van Napoleon werd het project weer ter hand genomen, en in 1815 besloot koning Willem I tot uitvoering ervan.
De bouw nam geruime tijd in beslag. Het gehele complex van sluizen, forten en andere werken dat in 1815 was gepland werd pas omstreeks 1870 voltooid. In de jaren daarna zou er, vooral onder invloed van technische ontwikkelingen op het gebied van geschut en munitie, nog voortdurend aan de forten verbouwd worden, en wel tot aan de mobilisatie van 1939.
Hoewel de forten de meest "zichtbare" onderdelen van de waterlinie waren, was de werking van de linie vooral afhankelijk van de samenhang tussen de diverse onderdelen. Een klein sluisje of dijkje kon een essentieel onderdeel zijn, omdat het moest zorgen voor het exact reguleren van het inundatiepeil.
In dit verband mag de naam van de waterbouwkundig ingenieur Jan Blanken (1775-1838) niet onvermeld blijven, die de reeds eerder bedachte waaiersluis in de linie toepaste. Hiermee konden sluisdeuren ook tegen een waterdruk in geopend worden.

## De linie
De linie loopt van de Zuiderzee tot de Biesbosch. De linie bestaat voornamelijk uit gebieden die onder water te zetten zijn. Zoals bij elke waterlinie, was het de bedoeling dat over de gehele lengte een geïnundeerd gebied zou ontstaan van ten minste enkele kilometers breed, dat tot een diepte van 30 tot 60 centimeter onder water zou komen te staan: te diep voor infanterie om nog in te kunnen oprukken, doch te ondiep voor normale vaartuigen. Gegeven de verschillen in het peil van de landerijen, was hiervoor een complex systeem van "onderwaterhuishouding" nodig. Het te inunderen gebied was hiertoe onderverdeeld in een fijnmazig netwerk van deelgebieden.
De Nieuwe Hollandse Waterlinie is in totaal vier keer als gevolg van oorlogsdreigingen geheel of gedeeltelijk onder water gezet: in 1870 (Frans-Duitse Oorlog), in de periode 1914-1918 (Eerste Wereldoorlog), in 1939-1940 en in 1944-1945 (Tweede Wereldoorlog). Door het gebruik van vliegtuigen in de oorlogsvoering, voor het eerst in Nederland toegepast in 1940, bleken de verdedigingswerken niet meer voldoende te zijn. Desalniettemin hebben de Duitsers de inundatiegebieden ook gebruikt tegen de geallieerde opmars.
Het grootse deel van de Nieuwe Hollandse Waterlinie is nog intact. Bijna alle forten zijn er nog. De inundatievlaktes zijn echter sterk aangetast. Door verstedelijking, aanplant van bomen, en aanleg van infrastructuur is de strategische openheid sterk aangetast. Sommige forten zijn in verval geraakt, andere zijn (tot op zekere hoogte) gerestaureerd. Een aantal wordt voor andere doeleinden gebruikt, variërend van horeca of cultuur tot oefencentrum voor de Mobiele Eenheid. Sommige dijken zoals de Diefdijk hebben nog steeds een functie om de gevolgen van een onbedoelde dijkdoorbraak te beperken.

## De forten
Op plaatsen waar inundatie niet mogelijk was, of op plaatsen waar wegen de linie doorkruisten, bouwde men forten. Ieder fort dat men bouwde was aangepast aan de specifieke eisen die het landschap op die locatie stelde. Daarom is bijna ieder fort een uniek bouwwerk, behalve de dubbelgangers Fort Kijkuit en Fort Spion. Fort bij Tienhoven is ook gelijk aan de eerder genoemde werken, maar in spiegelbeeld gebouwd. Verder is het bomvrije wachthuis van Fort Blauwkapel en Fort Vossegat identiek.
De geïnundeerde gebieden vormden het hoofdbestanddeel van de verdediging. Door het water naderende vijandelijke troepen zouden worden afgeslagen met platte schuiten, voorzien van licht geschut; uitleggers geheten. De forten dienden ter verdediging van zwakke plekken in de linie (de accessen), en ter bescherming van de inundatiesluizen die het water toelieten en waarmee het waterpeil geregeld werd.

## Beplanting[5]
Er werd veel aandacht besteed aan de beplanting. Er waren vier functies voor de bomen en struiken op en om het fort. Planten met uitgebreide wortelstelsels werden aangeplant om het effect van granaatinslagen te beperken. De wortels hielden de grond vast waardoor de dekking bleef gehandhaafd. Langs de fortgracht werden doornenhagen geplaatst, dit had het effect van prikkeldraad waardoor een infanterie-aanval zou worden gehinderd. Hiervoor werd vaak meidoorn en de knotwilg gebruikt. De bomen hadden ook tot taak het zicht op het fort te reduceren, ofwel als camouflage, en werden vooral aan de achterzijde van het fort geplant. Hiervoor werden met name de schietwilg, kastanje en populier gebruikt. De forten kregen met die bomen een donkere achtergrond waarmee de contouren vervaagden en ze minder zichtbaar werden voor de vijand. Tot slot waren er bomen voor hakhout. Ze werden gekapt voor het maken van palissaden en andere verdedigingswerken. De takken van de knotwilgen werden gebruikt voor het versterken van borstweringen. Bomen op toegangswegen werden omgezaagd en vielen over de rijbaan waarmee de opmars van de vijand werd gehinderd. Het had wel als nadeel dat de bomen en struiken het zicht op de vijand en het schootsveld hinderden. Tijdens de Eerste Wereldoorlog werd veel beplanting gekapt of opgeruimd om dit te verbeteren.

## Aanpassingen

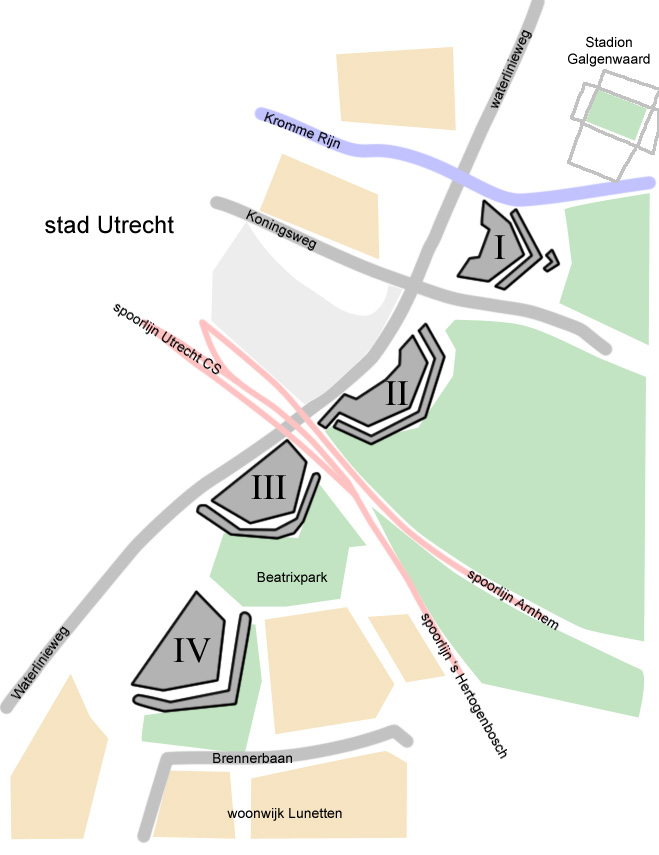
Ligging van de vier lunetten

De aarden wallen en het lichte geschut maakten de Nieuwe Hollandse Waterlinie tot een zwakke linie. Door de veranderingen van het geschut rond 1860 en de Frans-Duitse oorlog van 1870-1871 bleek dat de linie onvoldoende bescherming bood. De linie is daarom diverse malen aangepast aan de eisen die werden gesteld aan de weerstand tegen verbeteringen aan geschut en munitie (onder andere de uitvinding van de brisantgranaat). Bij Utrecht werd de linie naar het oosten uitgebreid met de aanleg van een reeks nieuwe forten: het Hemeltje, Vechten, Rijnauwen, Hoofddijk, Ruigenhoek en de Gagel. Deze namen de taak van de Lunetten op de Houtense Vlakte, Fort Vossegat en Fort aan de Klop over.
Door veranderingen in de dracht van het geschut, kon volstaan worden met onderlinge afstanden tussen de te bouwen forten van 2 à 3 km. Hierdoor werd de wederzijdse verdediging van naast elkaar liggende forten mogelijk. Tussen de forten werden nog kleinere werken aangelegd zoals batterijen, opslagplaatsen en dekkingen voor manschappen.
Ook de vooruitgeschoven linie is in de loop van de tijd verschillende keren aangepast - de laatste keer begin 1940. De laatste aanpassingen bestonden uit het aanbrengen van betonkazematten en groepsschuilplaatsen. De werken zijn nog zichtbaar in het landschap, maar kennis over de locatie is wel noodzakelijk, omdat ze anders makkelijk gemist kunnen worden.
De forten waren zo laag mogelijk gebouwd en zien er voor een onoplettende voorbijganger uit als een geringe verhoging in het landschap, en zijn meestal begroeid geraakt met bomen en struiken. Ze waren aan de voorzijde bedekt met een meerdere meters dikke laag aarde, die inslagen van vijandelijk geschut moest opvangen. Het bouwkundige gedeelte (aan de achterzijde) ligt vaak gedeeltelijk beneden het maaiveld, en is pas van dichtbij zichtbaar. De laatste jaren zijn bij de meeste forten informatieborden geplaatst, die de voorbijganger attenderen op de bijzondere aard van deze verhoging.

## Monumentaal erfgoed beschermd als monument

### Werelderfgoed
De Nieuwe Hollandse Waterlinie is in 1995 door de Nederlandse staat toegevoegd aan de voorlopige Werelderfgoedlijst van UNESCO. Voor de definitieve plaatsing op de Werelderfgoedlijst was onder andere duidelijkheid nodig over hoe de Nederlandse overheid de linie wil beschermen. Ruim tweeënhalve decennia later, op 26 juli 2021, werd de waterlinie uiteindelijk toegevoegd aan de Werelderfgoedlijst. Het gaat om een uitbreiding van de Stelling van Amsterdam. Het Werelderfgoed gaat verder onder de naam "Hollandse Waterlinies".

### Nationaal Landschap
In 2005 is de waterlinie aangewezen als Nationaal Landschap (omvang 41.984 ha) door het Ministerie van VROM. Deze status ontleent het gebied aan het samenhangende systeem van forten, dijken, kanalen en inundatiekommen, het groene en overwegend rustige karakter en de openheid.

### Rijksmonument
De forten zijn om om te beginnen individueel beschermd als rijksmonumenten. In veel gevallen zijn er zelfs meerdere onderdelen op en/of rond ieder fort die afzonderlijk zijn ingeschreven in het rijksmonumentenregister. Het gaat dan om de forten zelf en de zogenaamde tussenstellingen; een geheel van werken tussen twee forten om deze opening te 'dichten'. Vaak bestaande uit enerzijds defensieve werken zoals groepsschuilplaatsen en anderzijds onderdelen van het inundatiestelsel zoals kanalen en inundatiesluizen.
Op 27 september 2009 maakte minister Ronald Plasterk van OCW in Utrecht bovendien bekend dat de Nieuwe Hollandse Waterlinie zelf als zodanig op de lijst van Rijksmonumenten wordt geplaatst; dus aanvullend op onderdelen die al monument waren. Nu wordt dus de linie als geheel beschermd, inclusief de honderden bunkers, sluizen, dijken en vestingsteden. Volgens een nieuwe aanpak van de bescherming van rijksmonumenten kan nu ook de omgeving van de monumenten worden beschermd. Dit geldt voor landschappen, kanalen en dijken en heeft een beperkende invloed op bouwplannen voor woonwijken en autowegen in dit gebied, waaronder de plannen voor een nieuwe snelweg rond Utrecht.

## Grootschalige opknapbeurt
In februari 2008 is besloten de Nieuwe Hollandse Waterlinie op te knappen. Hiervoor is een bedrag van 150 miljoen euro gereserveerd. Deze afspraak is vastgelegd in het Pact van Rijnauwen. De overheid, provincies, gemeentes, waterschappen en terreineigenaren hebben afgesproken de verschillende forten op te knappen en diverse fiets- en wandelpaden aan te leggen.

## Lijst van forten en andere versterkingen

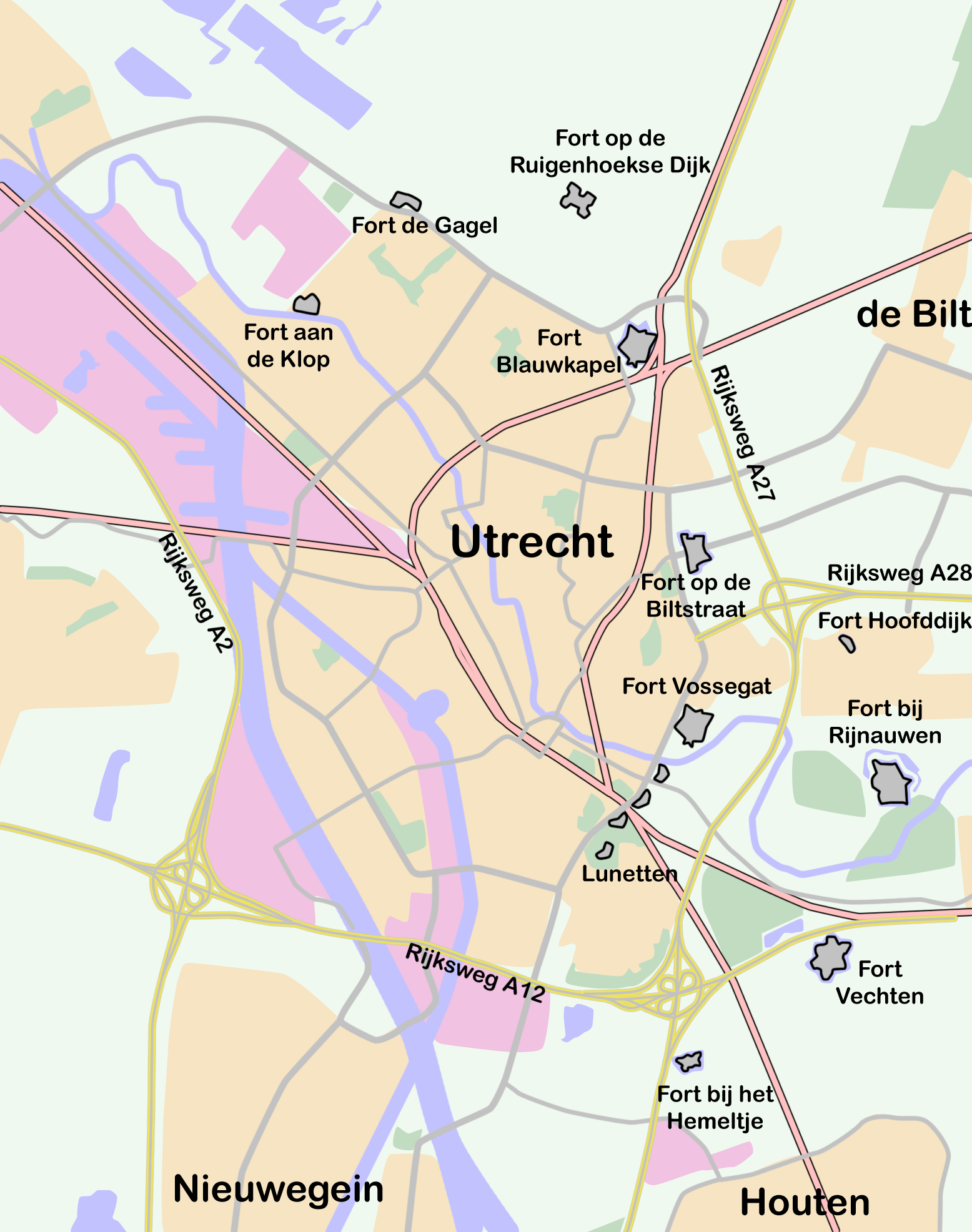
Overzicht van de forten rond Utrecht.

Globaal van noord naar zuid, van de Zuiderzee tot de Biesbosch.

### Voorstelling bij Naarden
- Fort Ronduit
- Vesting Naarden
- Batterijen aan de Karnemelksloot
- Offensief voor Naarden
- Infanteriestelling De Franse Kamp (aangelegd tussen 1914 en 1918)

### Benoorden de Lek
- Fort aan het Pampus
- Vesting Muiden
- Muiderslot met wal
- Westbatterij en Muizenfort, Muiden
- Vesting Weesp met het Torenfort aan de Ossenmarkt
- Batterij de Roskam (geheel verdwenen)
- Fort bij Uitermeer
- Fort Hinderdam
- Fort Kijkuit
- Fort Spion
- Fort Nieuwersluis
- Batterij op de westelijke Vechtoever (geheel verdwenen)
- Fort bij Tienhoven (redoute aan de Tienhovense Vaart)
- Werk bij Maarsseveen
- Fort aan de Klop
- Fort De Gagel
- Fort op de Ruigenhoekse Dijk
- Fort Blauwkapel
- Fort op de Voordorpse Dijk
- Fort op de Biltstraat
- Werken bij Griftenstein
- Werk aan de Hoofddijk
- Fort Vossegat
- 4 Lunetten op de Houtense Vlakte
- Gedekte gemeenschapswegen rond Utrecht (nagenoeg geheel verdwenen)
- Fort bij Rijnauwen
- Infanteriestelling tussen Rijnauwen en Vechten (aangelegd tussen 1914 en 1918)
- Fort bij Vechten
- Fort bij 't Hemeltje
- Batterijen aan de Overeindseweg
- De Plofsluis in het Amsterdam-Rijnkanaal
- Fort Jutphaas
- Fort Vreeswijk
- Werk aan de Waalse Wetering
- Batterij aan de noordelijke Lekdijk (geslecht)
- Fort Honswijk (Fort Willem II), Honswijk (Houten)
- Lunet aan de Snel
- Gedekte Gemeenschapsweg bij Fort Honswijk
- Werk aan de Korte Uitweg
- Werk aan de Groeneweg (aangelegd tussen 1914 en 1918)

### Bezuiden de Lek

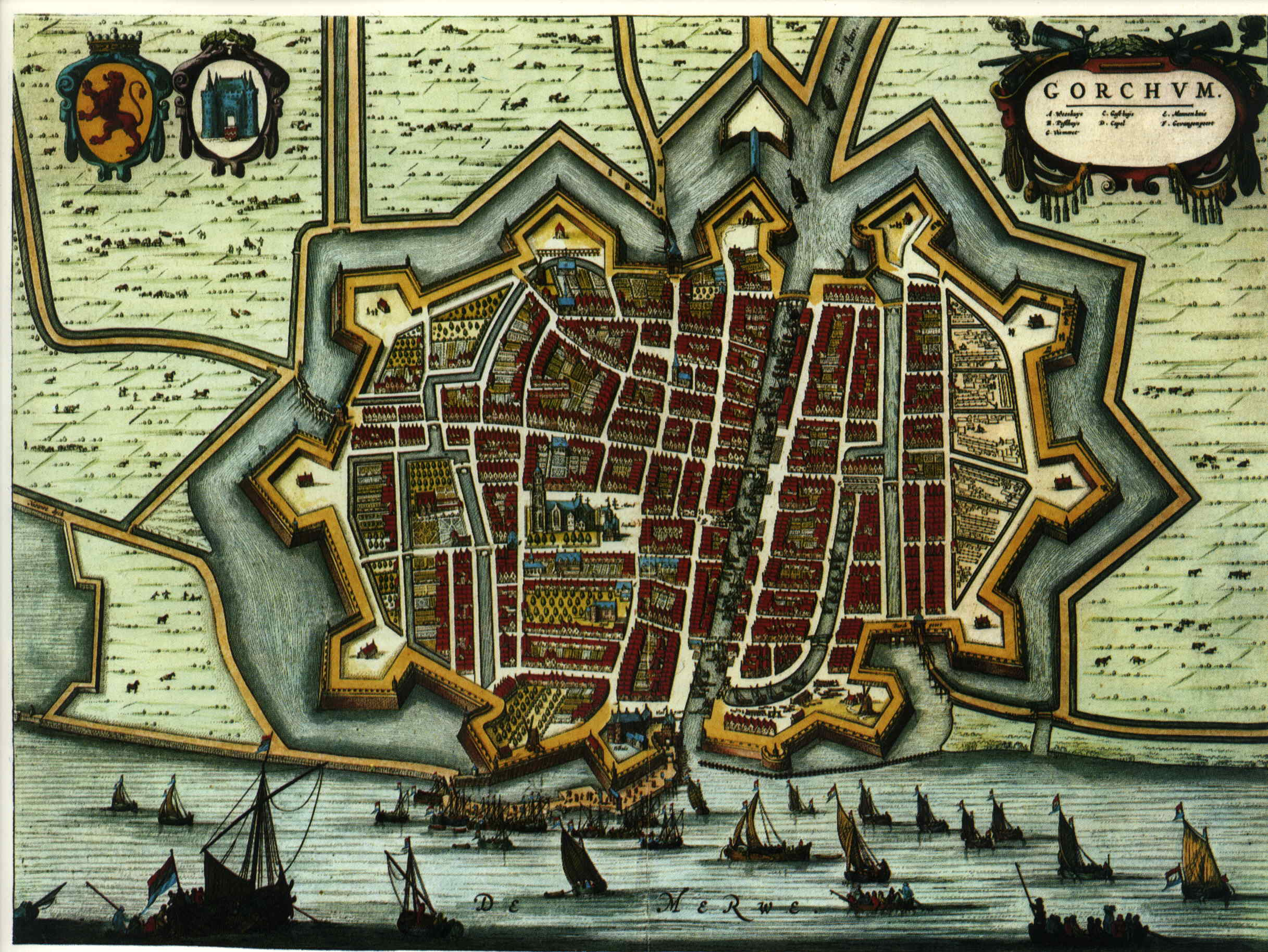
Kaart van de Vestingstad Gorinchem van Blaeu uit 1652

- Batterijen aan de zuidelijke Lekdijk
- Fort Everdingen
- Infanteriestelling voor Fort Everdingen (aangelegd tussen 1914 en 1918)
- Werk aan het Spoel
- 3 geschutsbanken achter de Diefdijk
- Werk op de spoorweg bij de Diefdijk
- Batterij aan de Diefdijk (geslecht)
- Gemaal en sluis "De oude Horn"
- Batterijen aan de Meerdijk
- Fort Asperen
- Wapenplaats bij Asperen
- Batterij aan de Nieuwe Lingedijk
- Fort bij Herwijnen (Fort bij de Nieuwe Steeg)
- Fort Vuren
- Batterijen bij Dalem
- Vesting Gorinchem (met Dalempoort)[11]
- Batterij aan de Broekse Sluis
- Batterij aan de Krinkelwinkel

### Bommelerwaard
- Slot Loevestein
- Batterij onder Brakel
- Batterij onder Poederoijen
- Geschutstanden op de dam in de Maas (niet meer aanwezig)

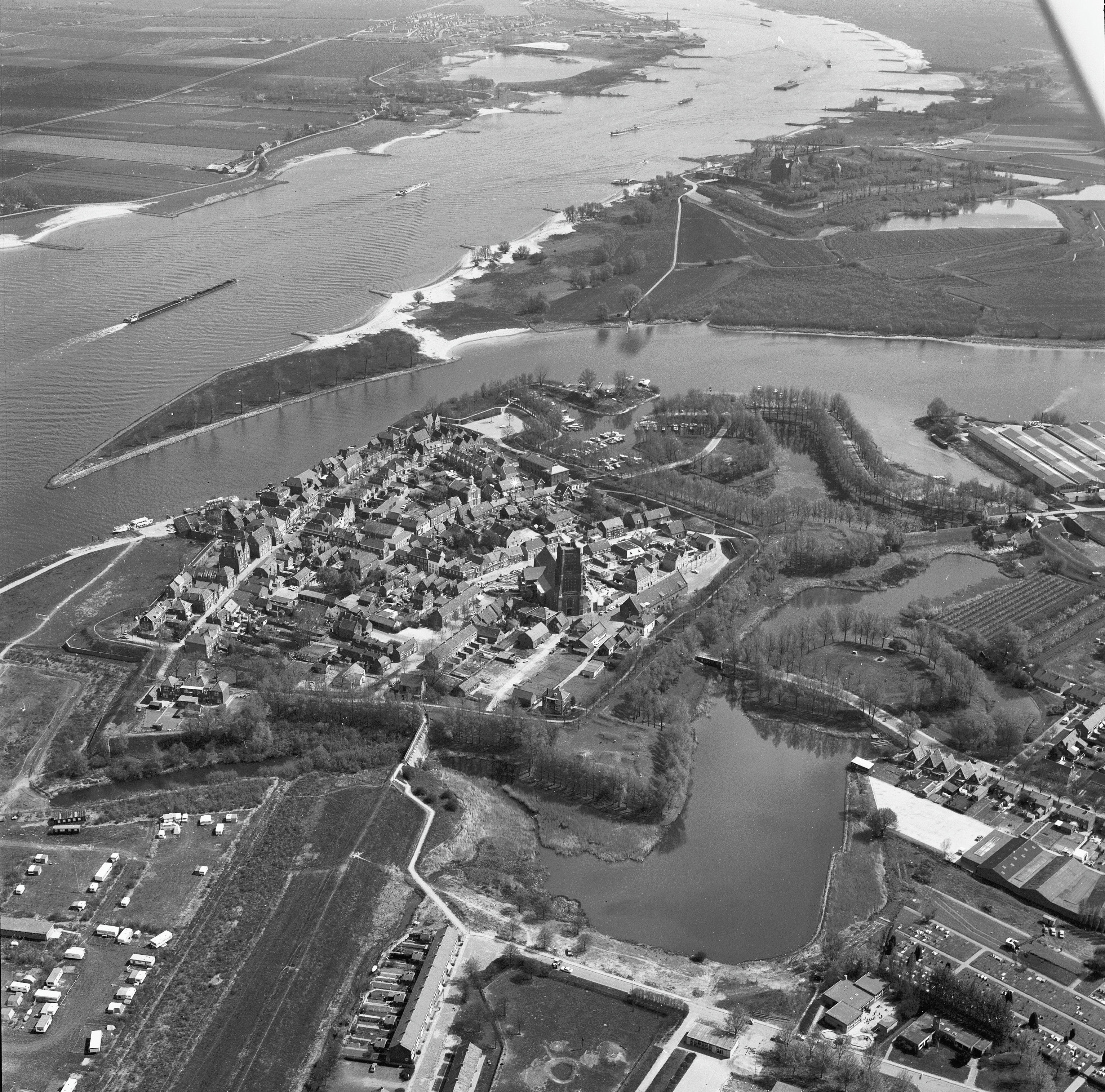
Vestingstad Woudrichem; 1977. Aan de overkant van de rivier de Afgedamde Maas, langs de Waal, ligt Slot Loevestein.

### Land van Altena
- Vesting Woudrichem
- Fort bij Giessen
- Batterij in de Postweide bij Woudrichem (geheel verdwenen)
- Fort aan de Uppelse Dijk (Fort Altena)
- Batterij achter het Fort aan de Uppelse Dijk (geheel verdwenen)
- Werk aan de Bakkerskil
- Papsluis
- Fort bij het Steurgat

### Fort Pannerden
- Sinds 2005 maakt ook Fort Pannerden in de gemeente Lingewaard onderdeel uit van Nationaal Project Nieuwe Hollandse Waterlinie.[12]

## Afbeeldingen
Afbeeldingen staan van Noord naar Zuid.

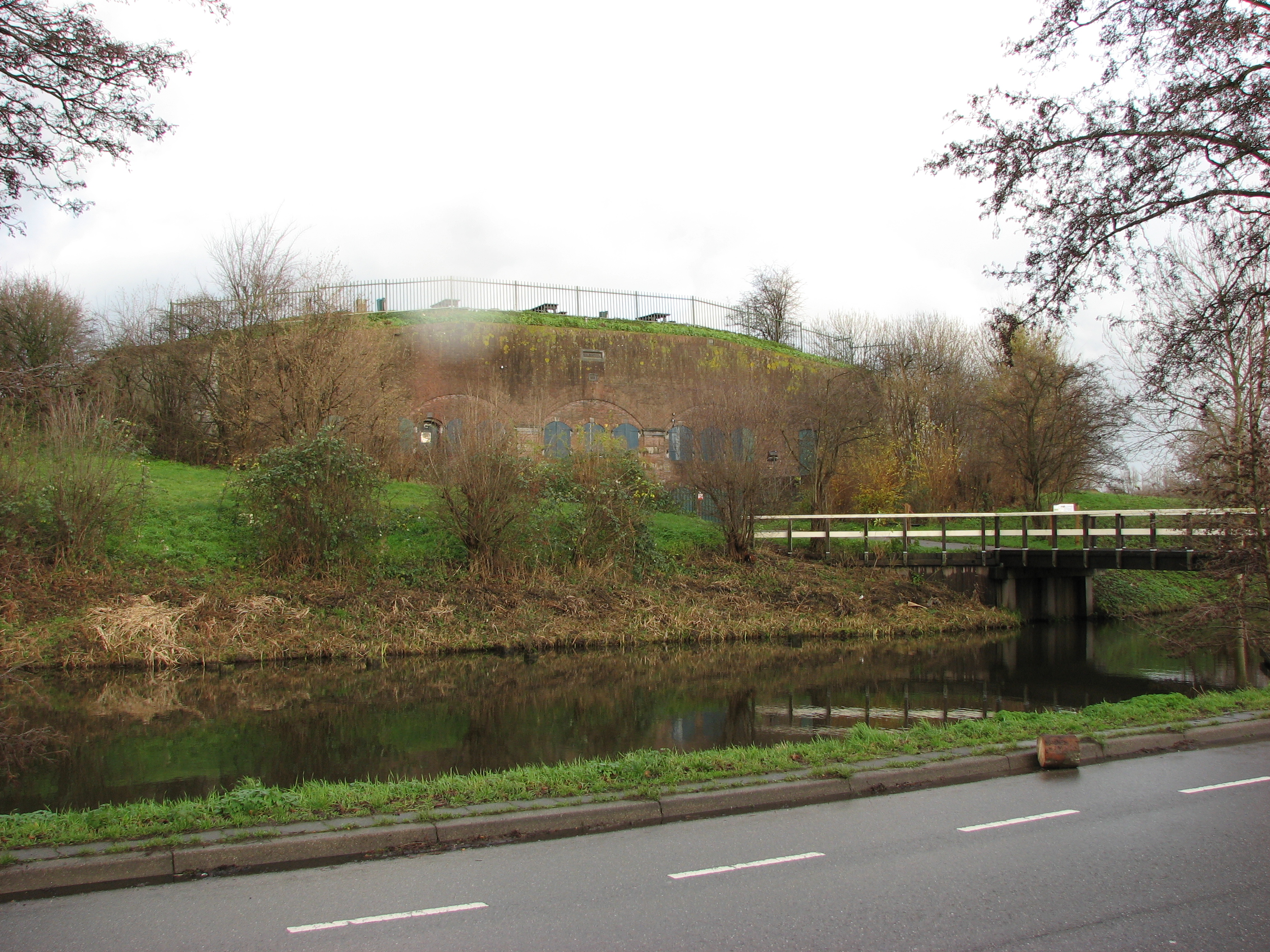
Werk bij Maarsseveen.
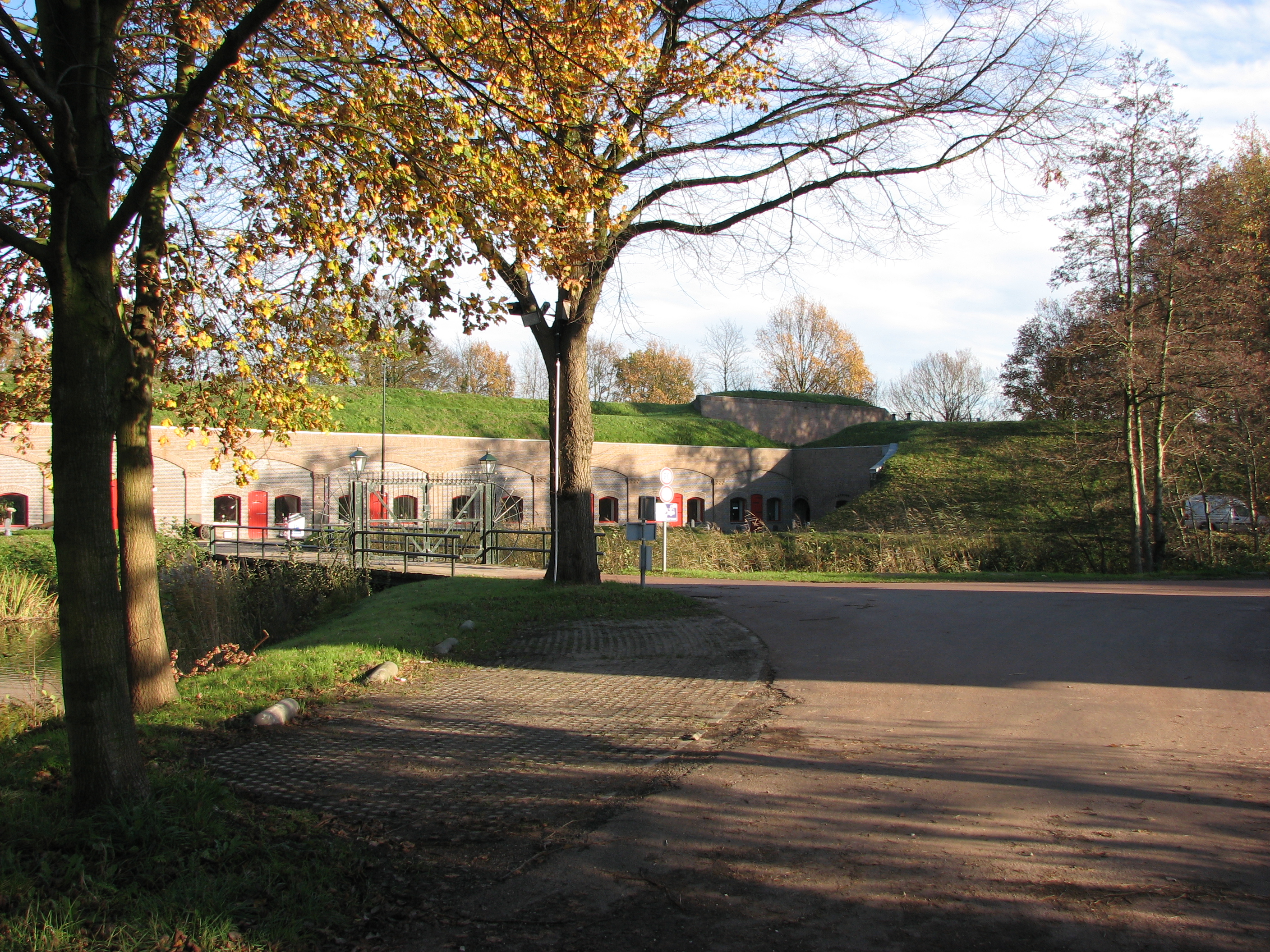
Fort op de Voordorpse Dijk.
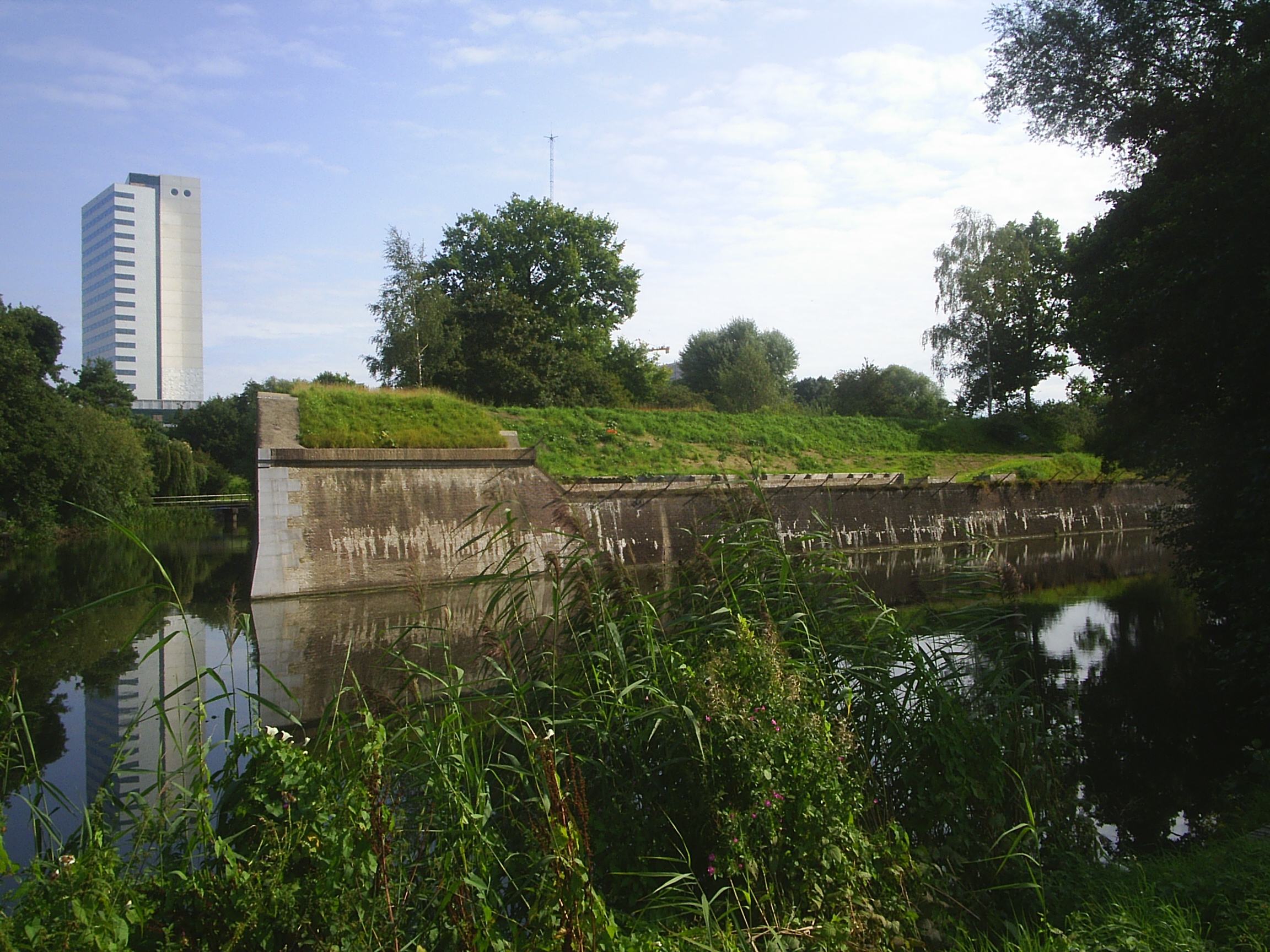
Fort Lunet I.
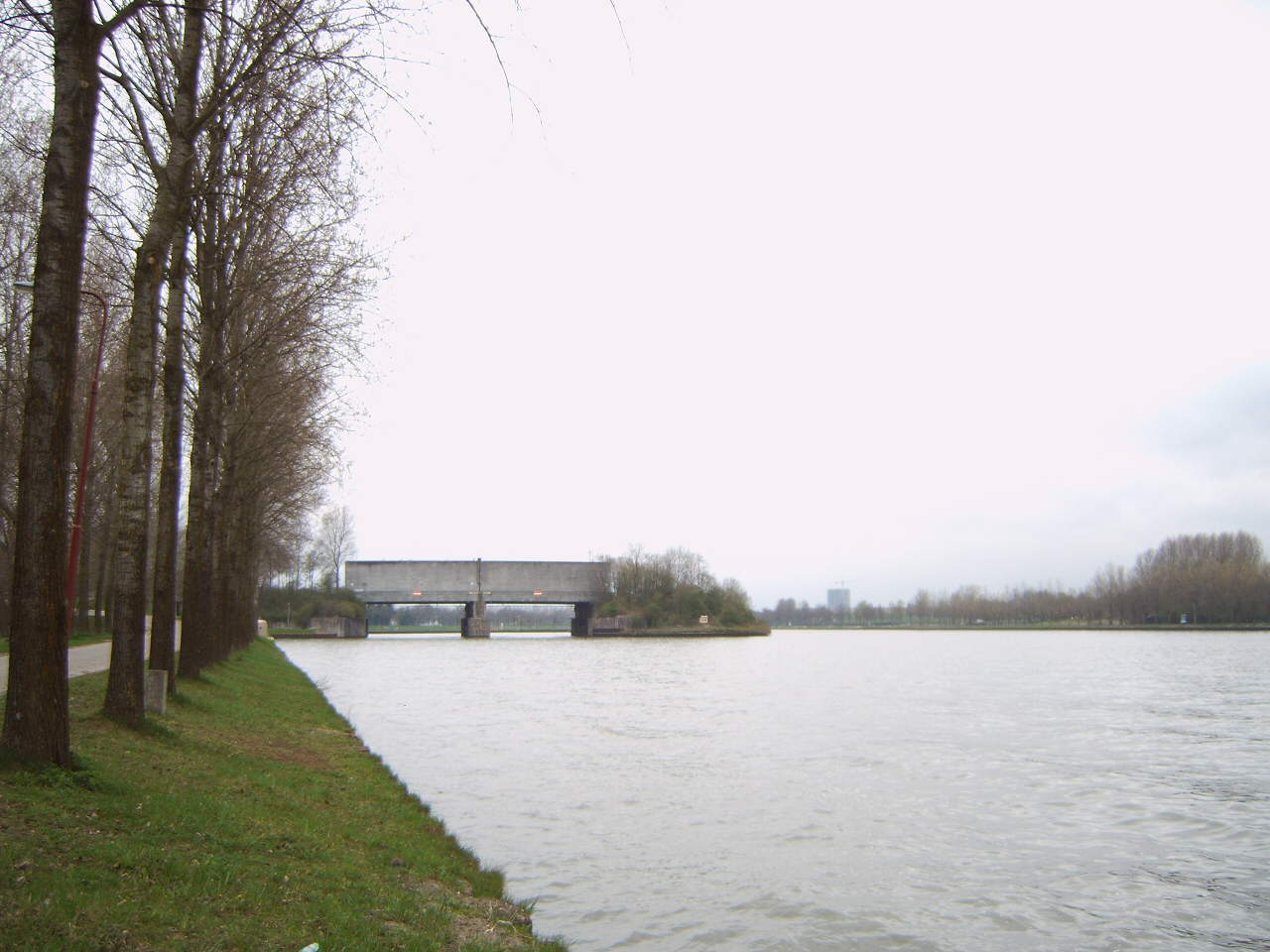
De Plofsluis bij Nieuwegein.
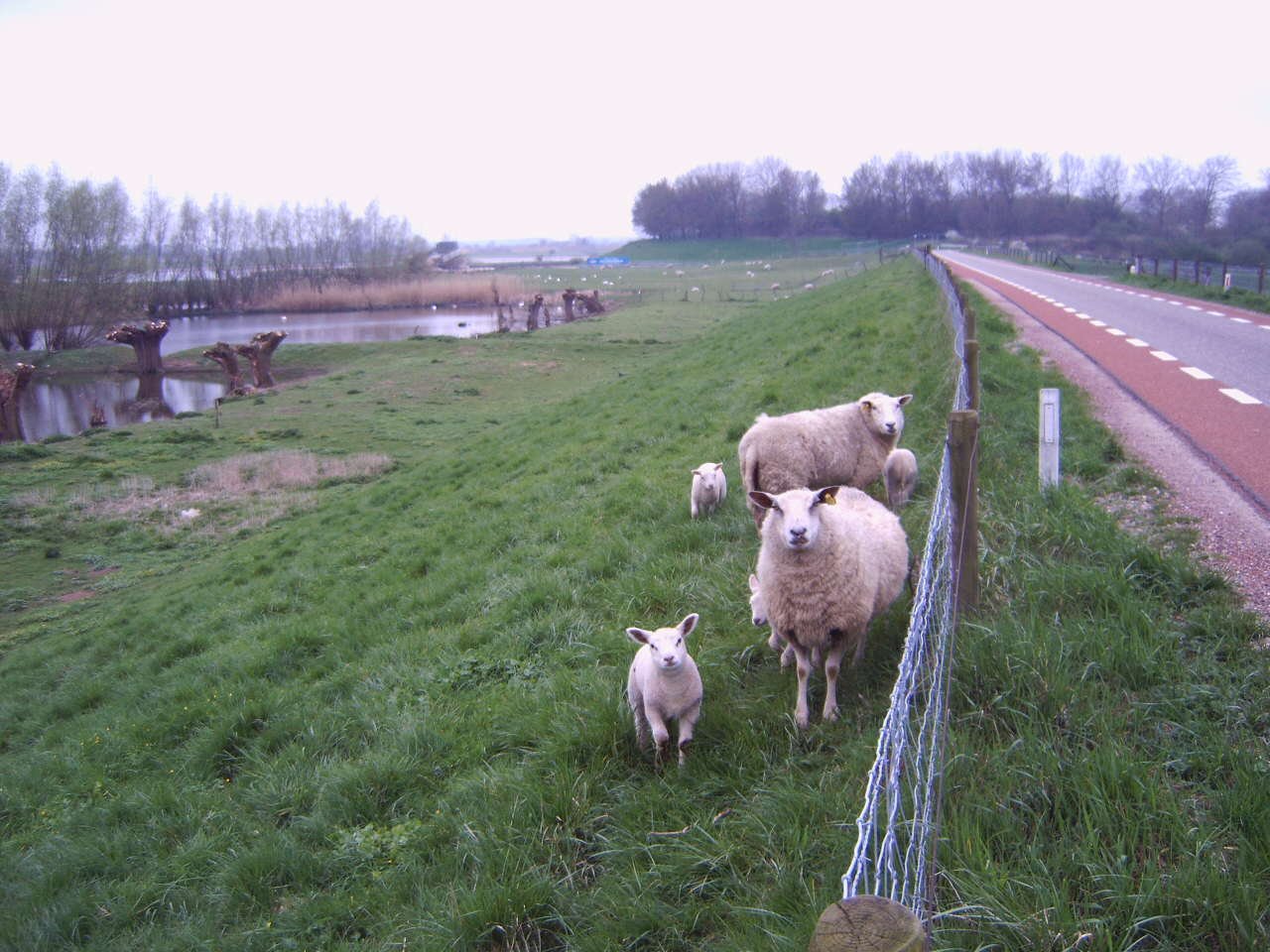
Fort Honswijk bij Schalkwijk.
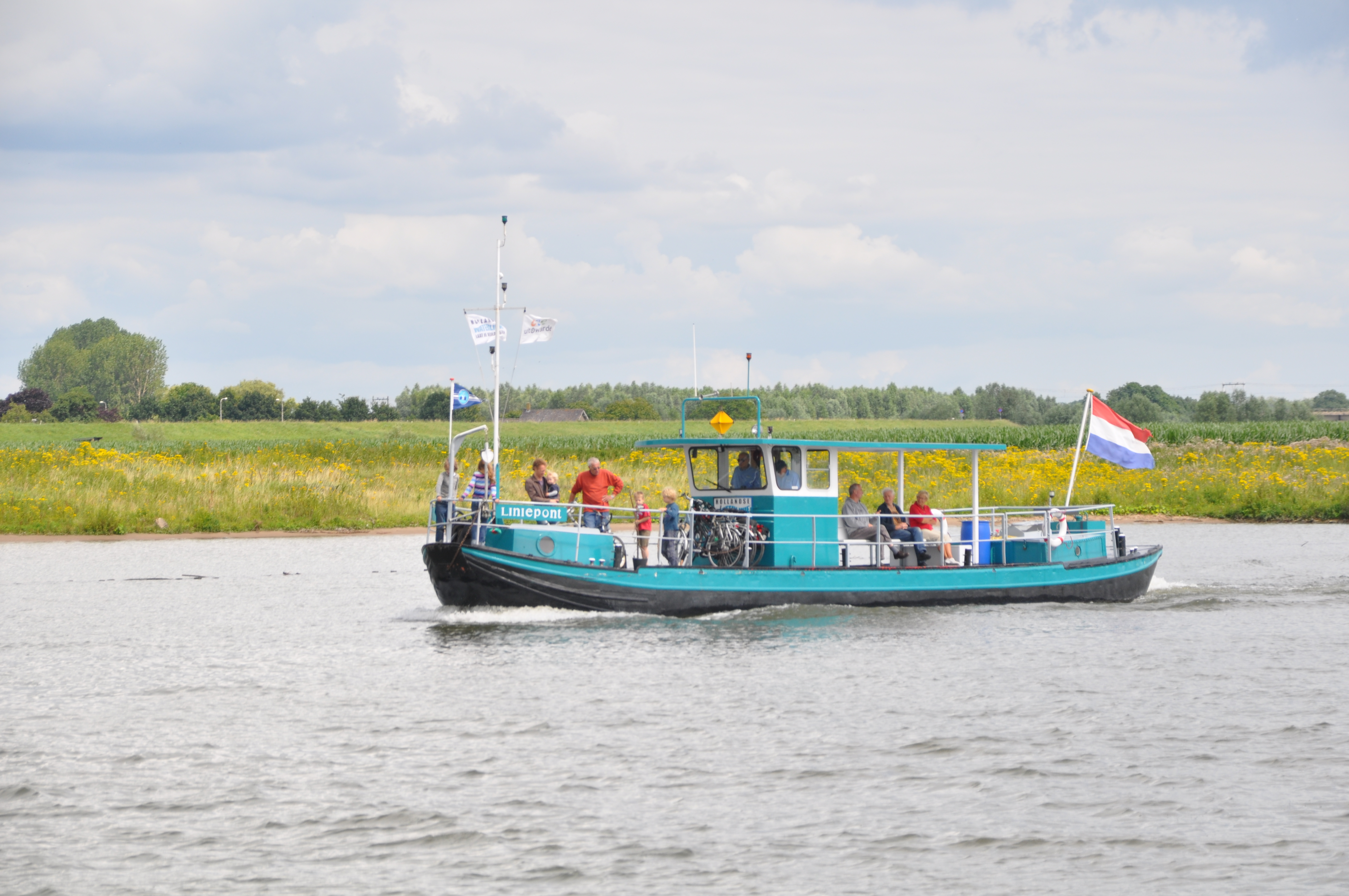
Liniepont - Veerdienst over de Lek tussen Werk aan het Spoel, Werk aan de Groeneweg en Fort Everdingen
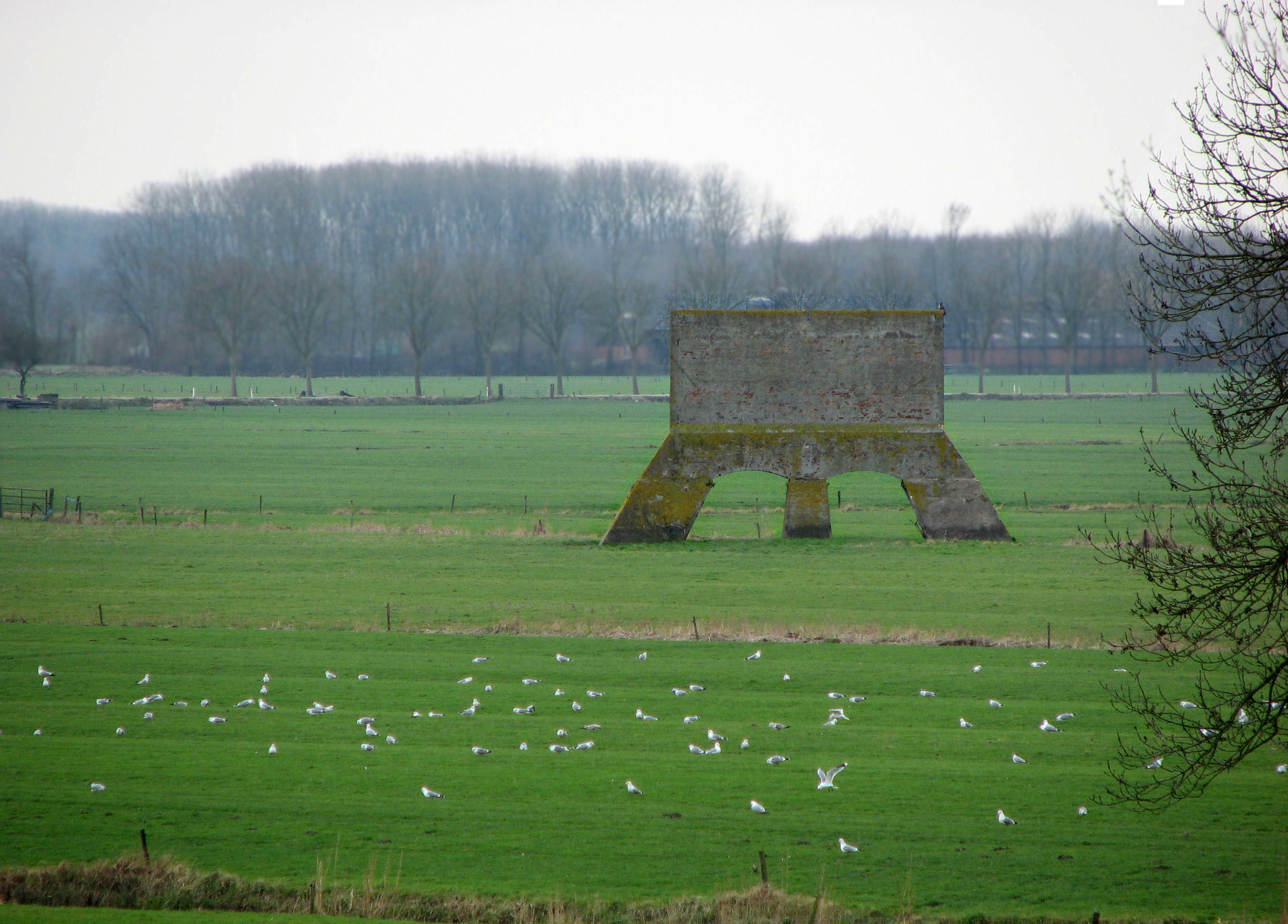
Kogelvanger bij Werk aan het Spoel.
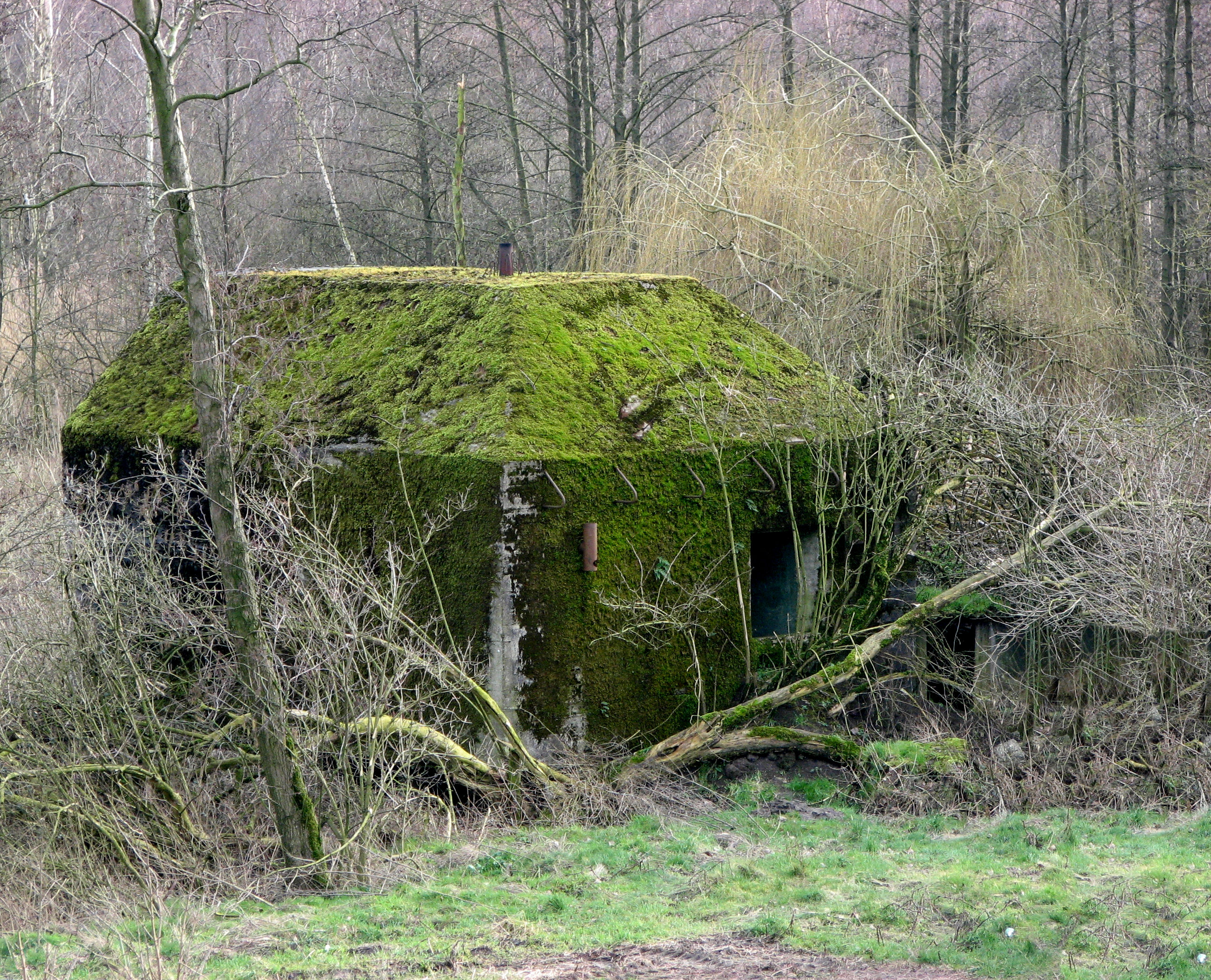
Groepsschuilplaats nabij de doorgang van de A2 door de Diefdijk.
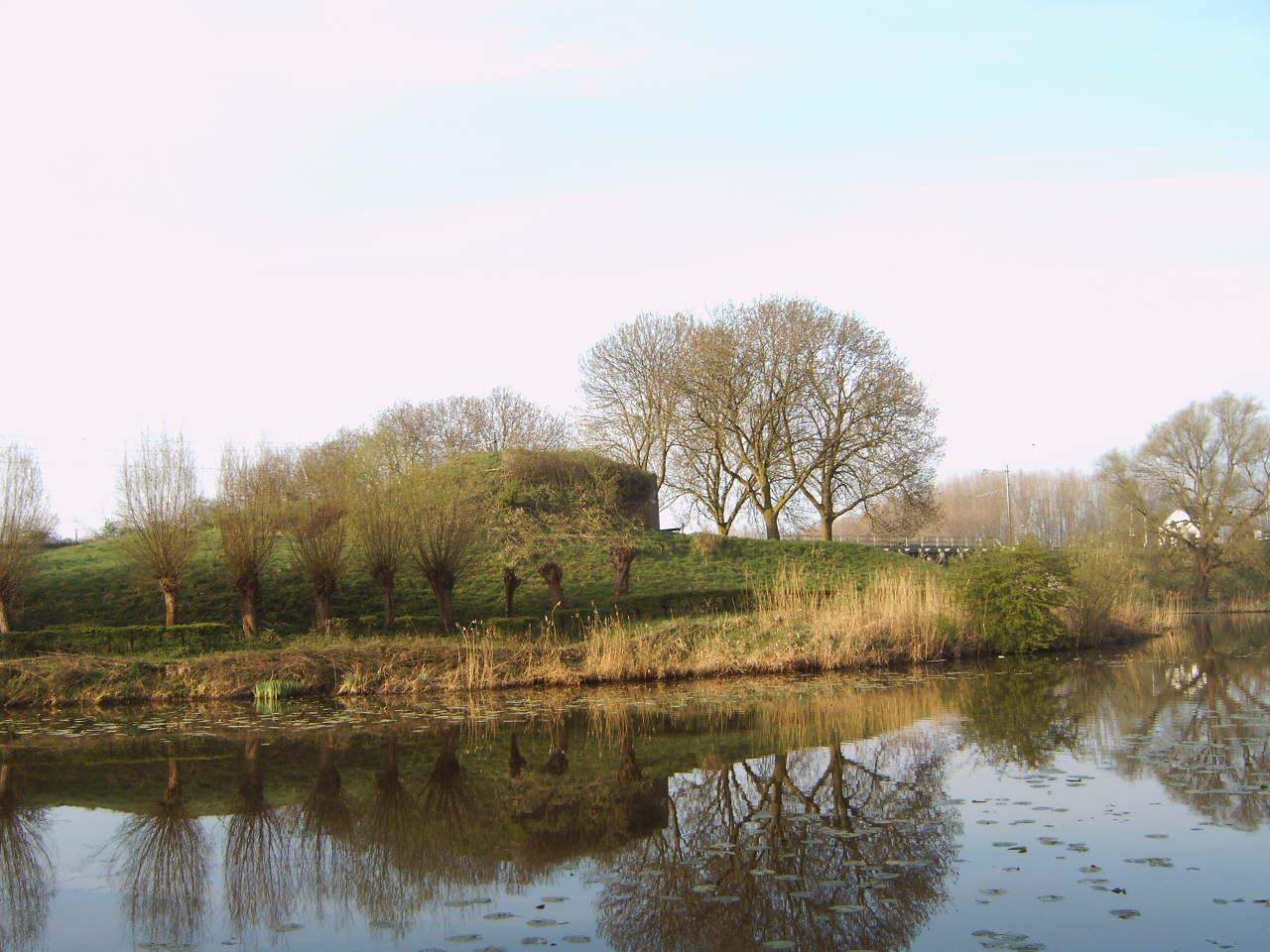
Werk op de spoorweg bij de Diefdijk, bij Leerdam.
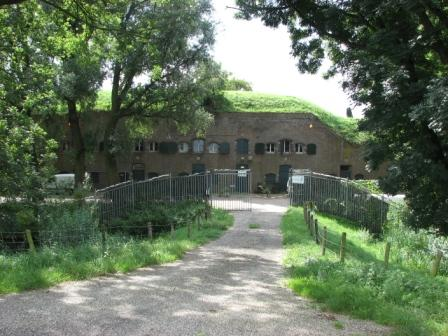
Werk aan de Bakkerskil, nabij Nieuwendijk.
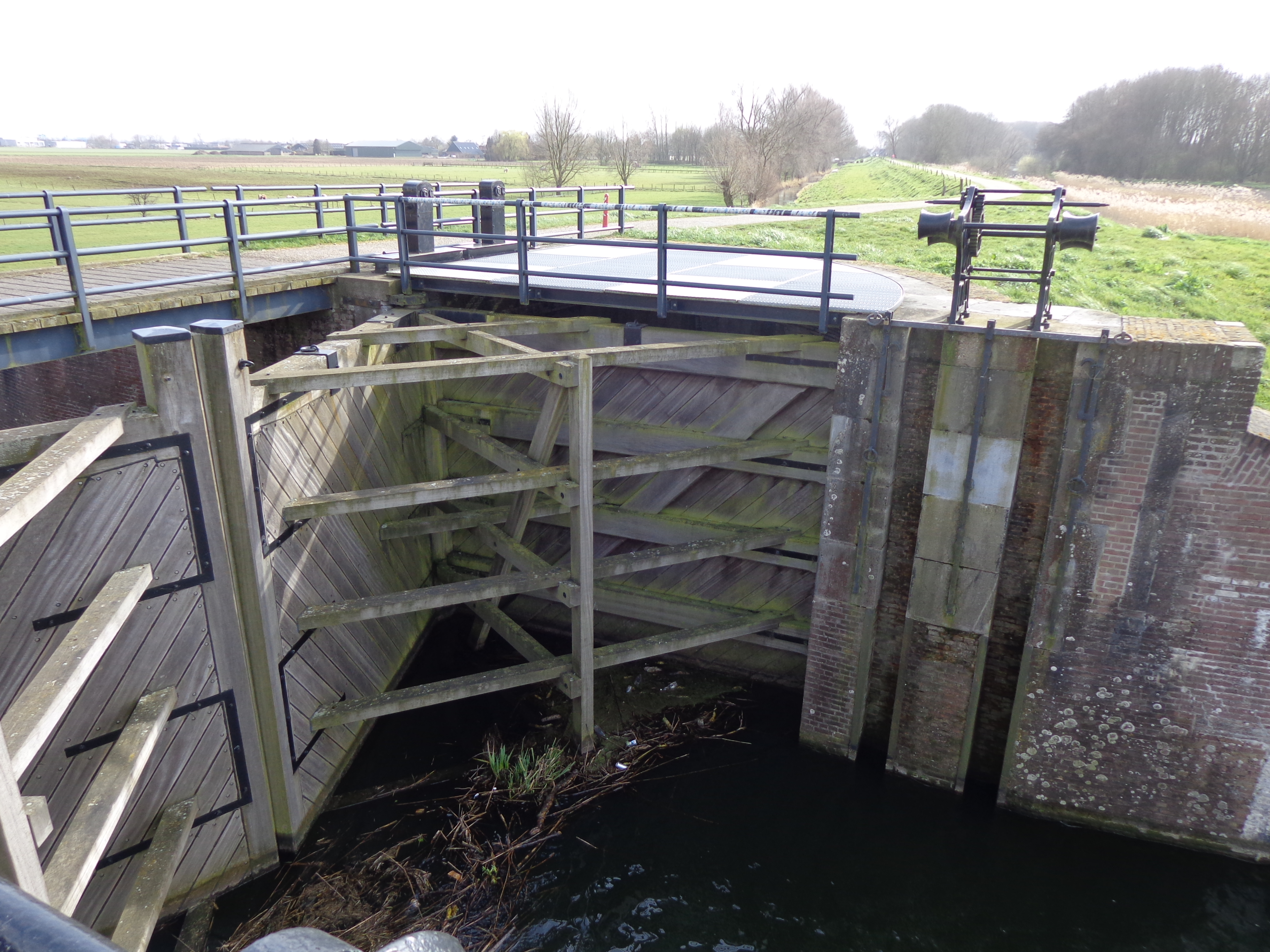
Papsluis gelegen aan de Kildijk Nieuwendijk.
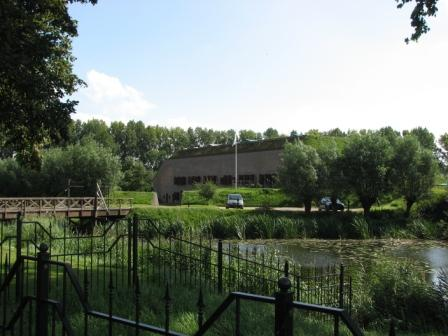
Fort bij het Steurgat.

## Luchtfoto's
Afbeeldingen staan van Noord naar Zuid.

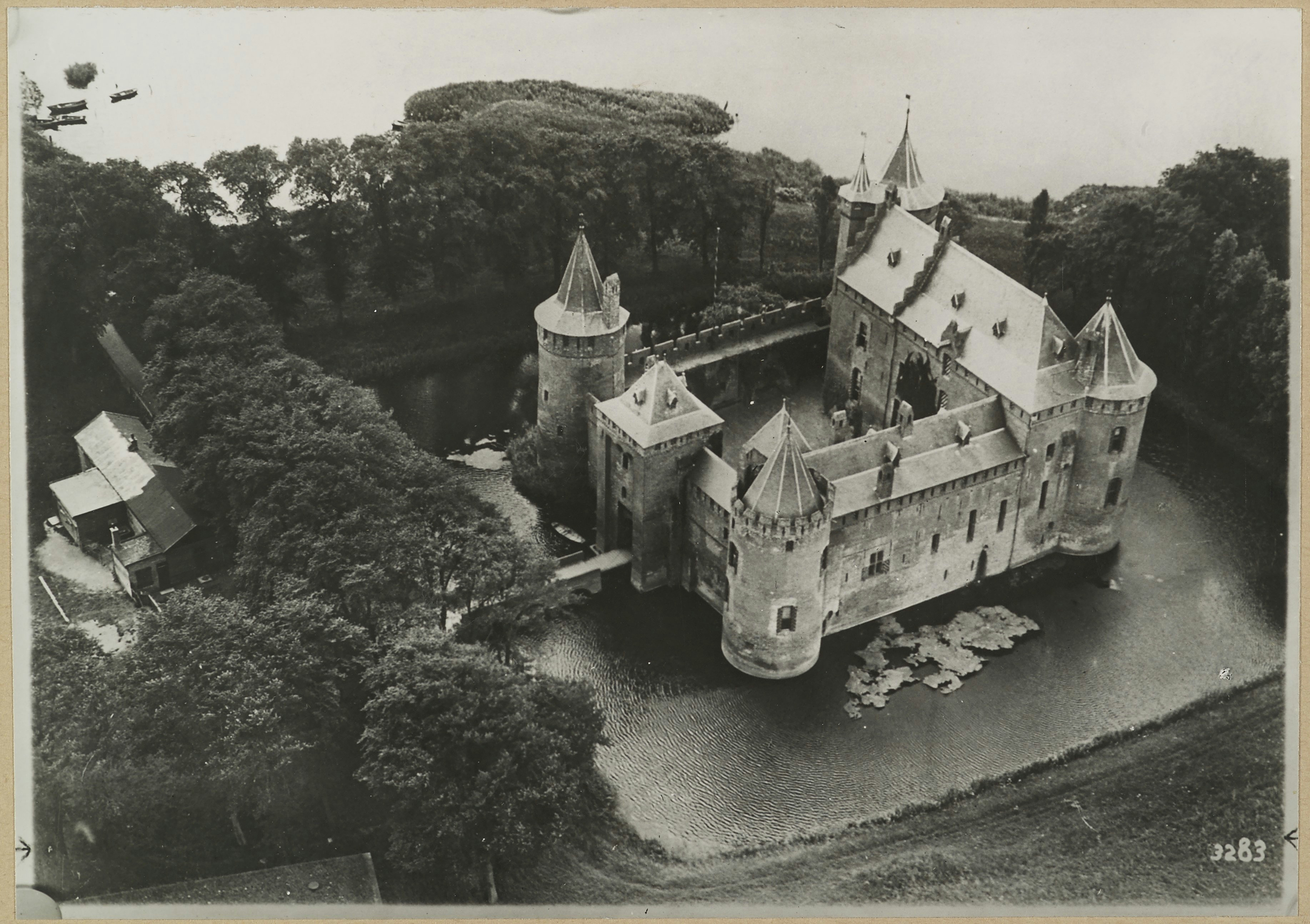
Het Muiderslot; 1946.
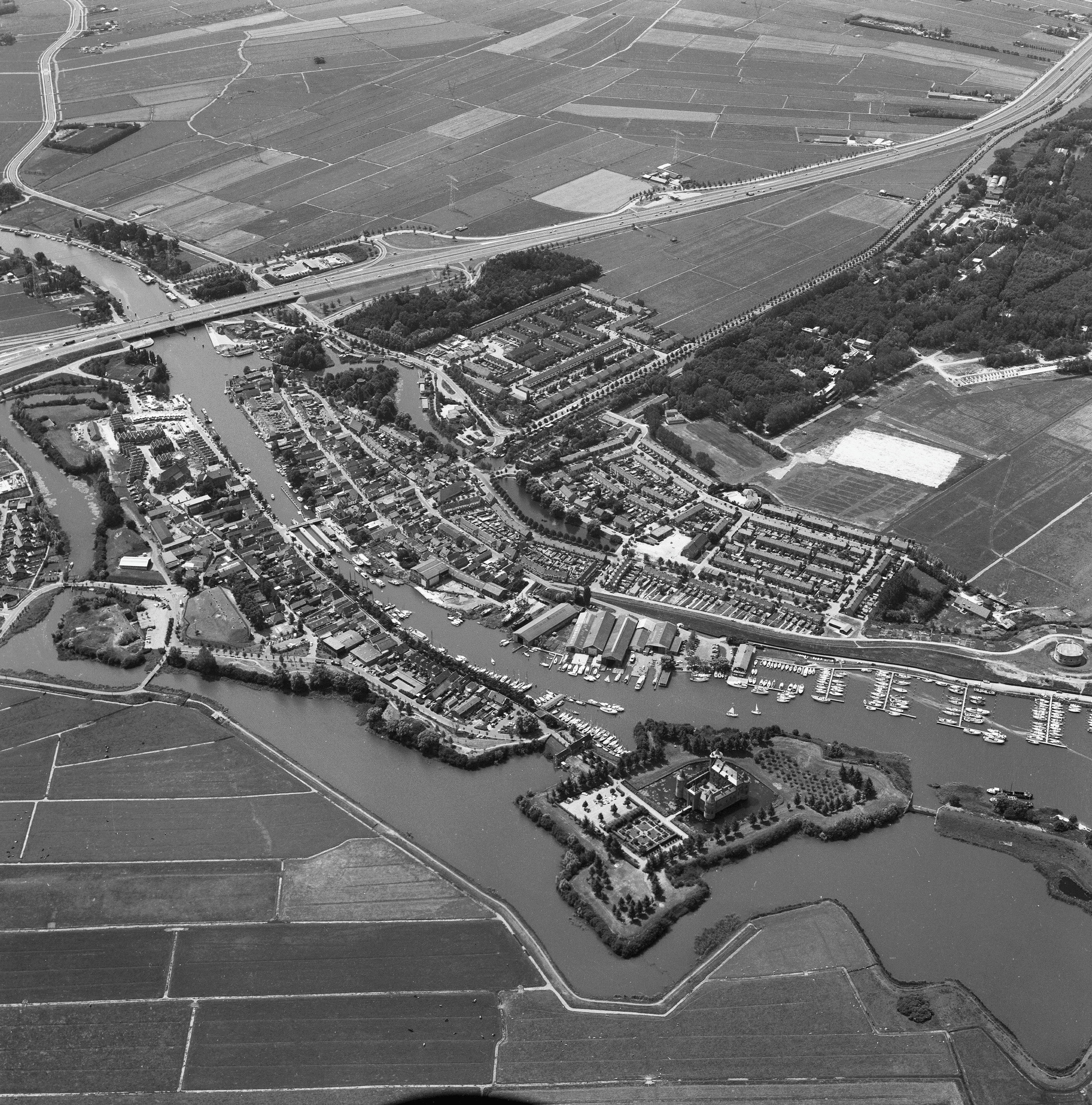
Vestingstad Muiden; 1977.
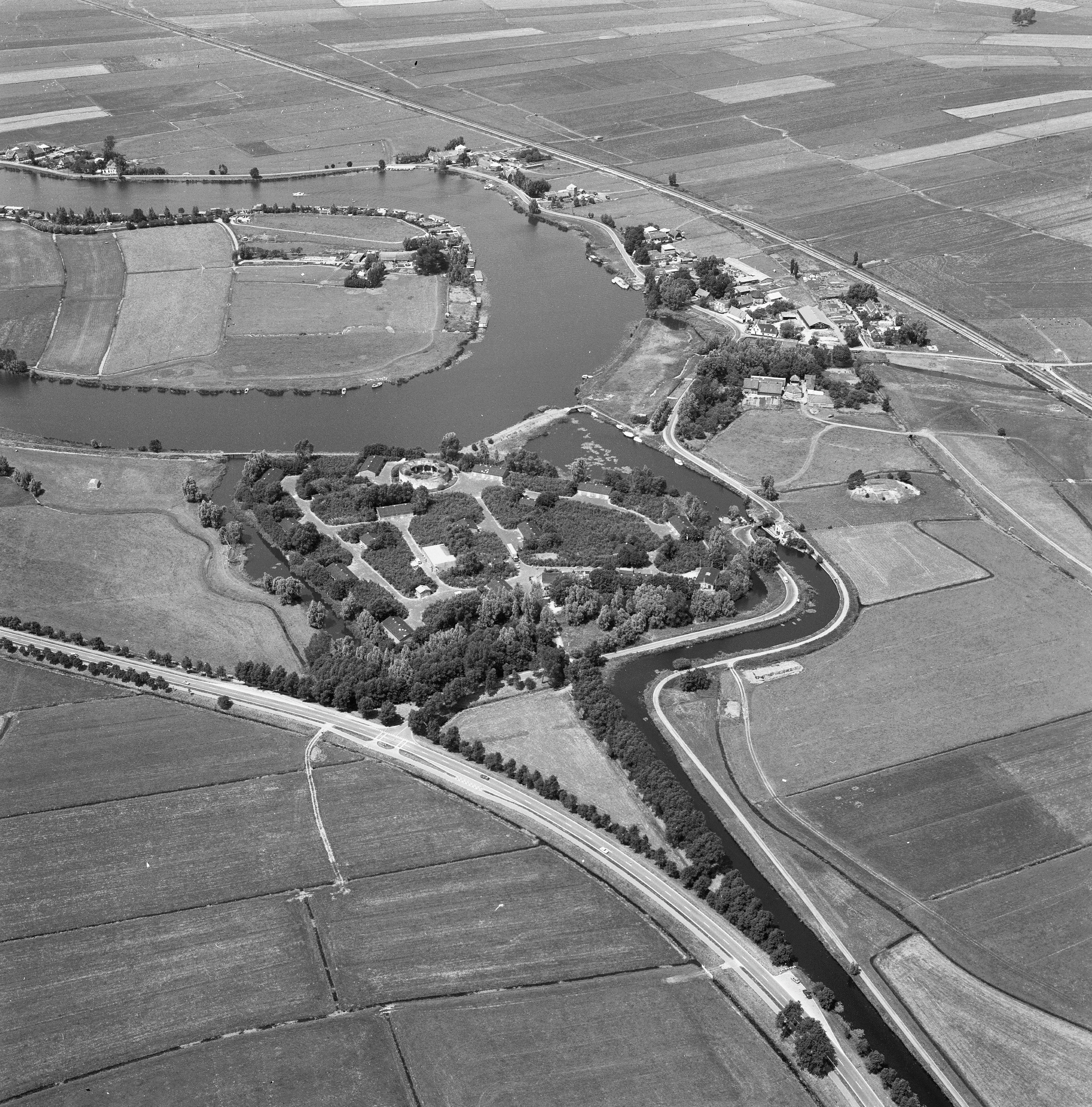
Fort bij Uitermeer; 1977.
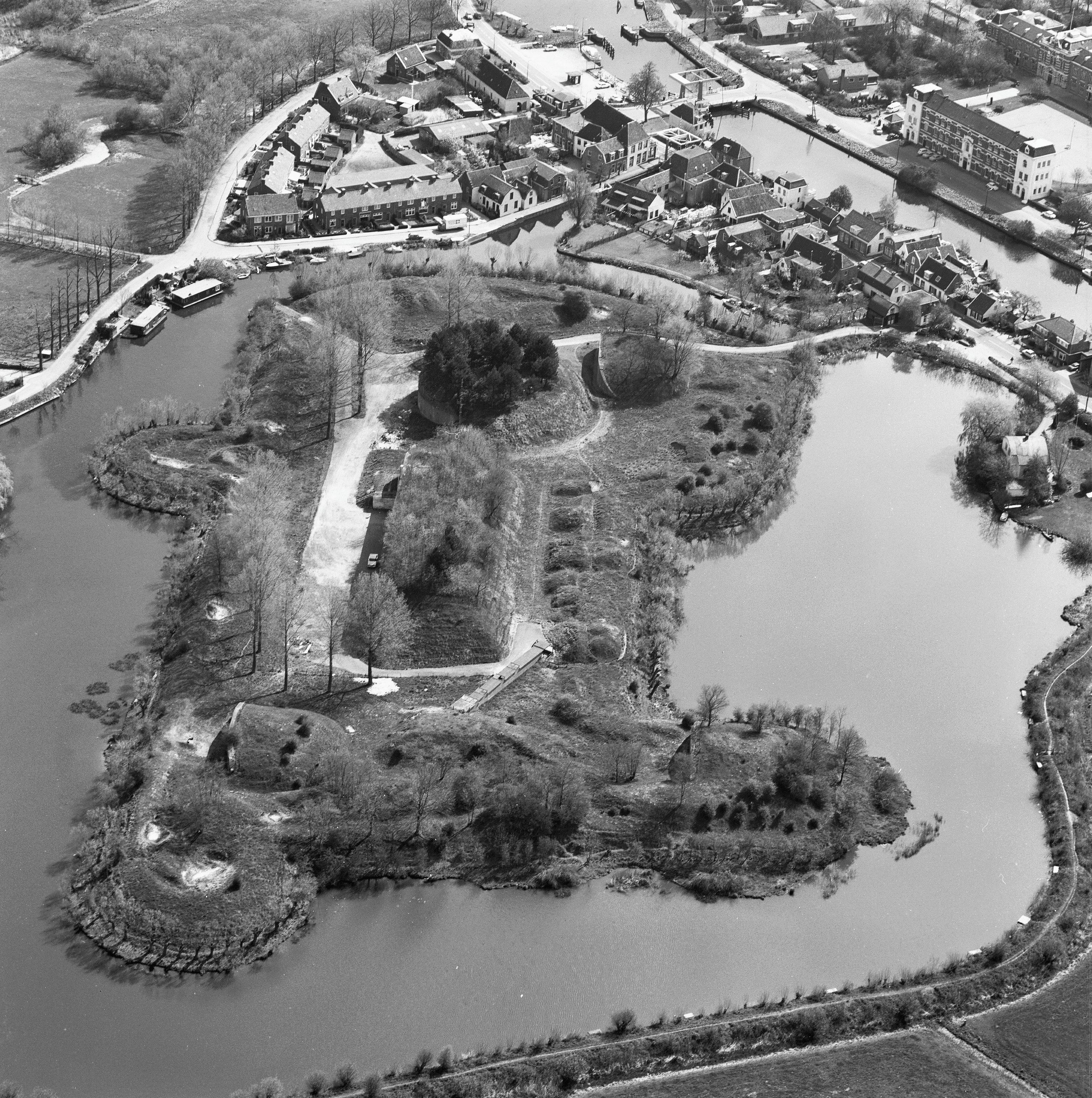
Fort Nieuwersluis; 1977.
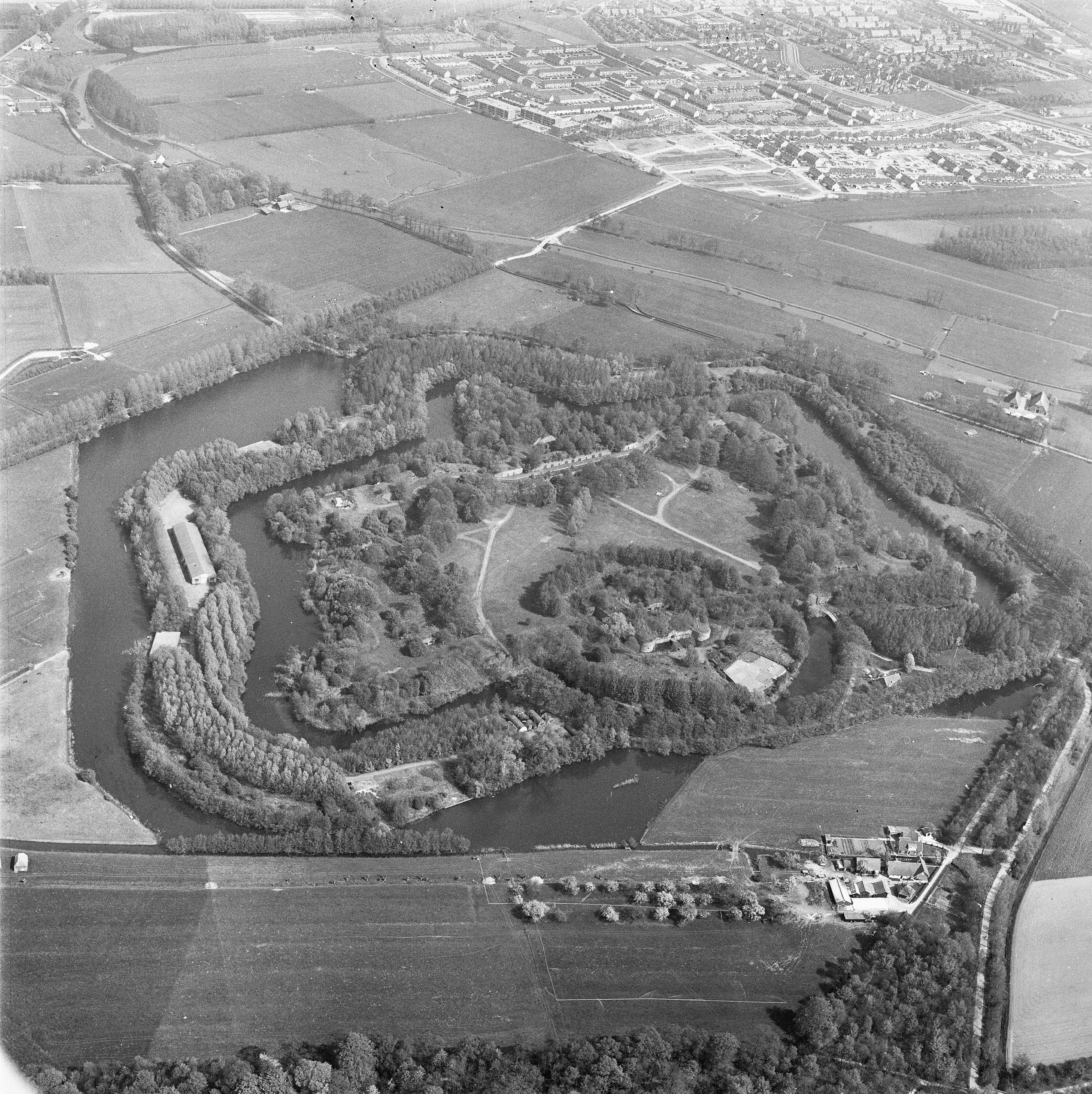
Fort bij Rijnauwen; 1977.
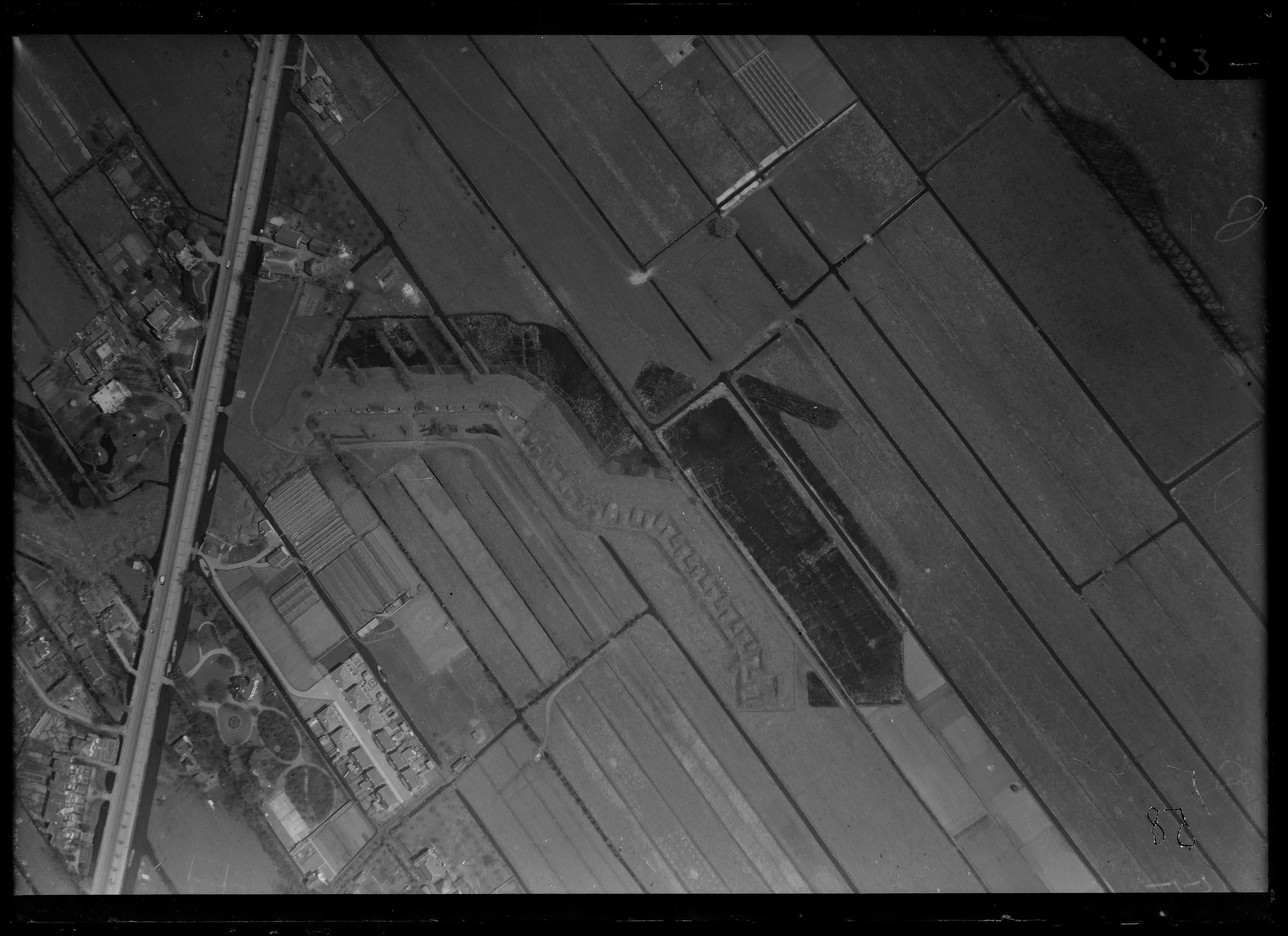
Werk bij Griftenstein, foto Luchtvaartafdeeling, 1920-1940
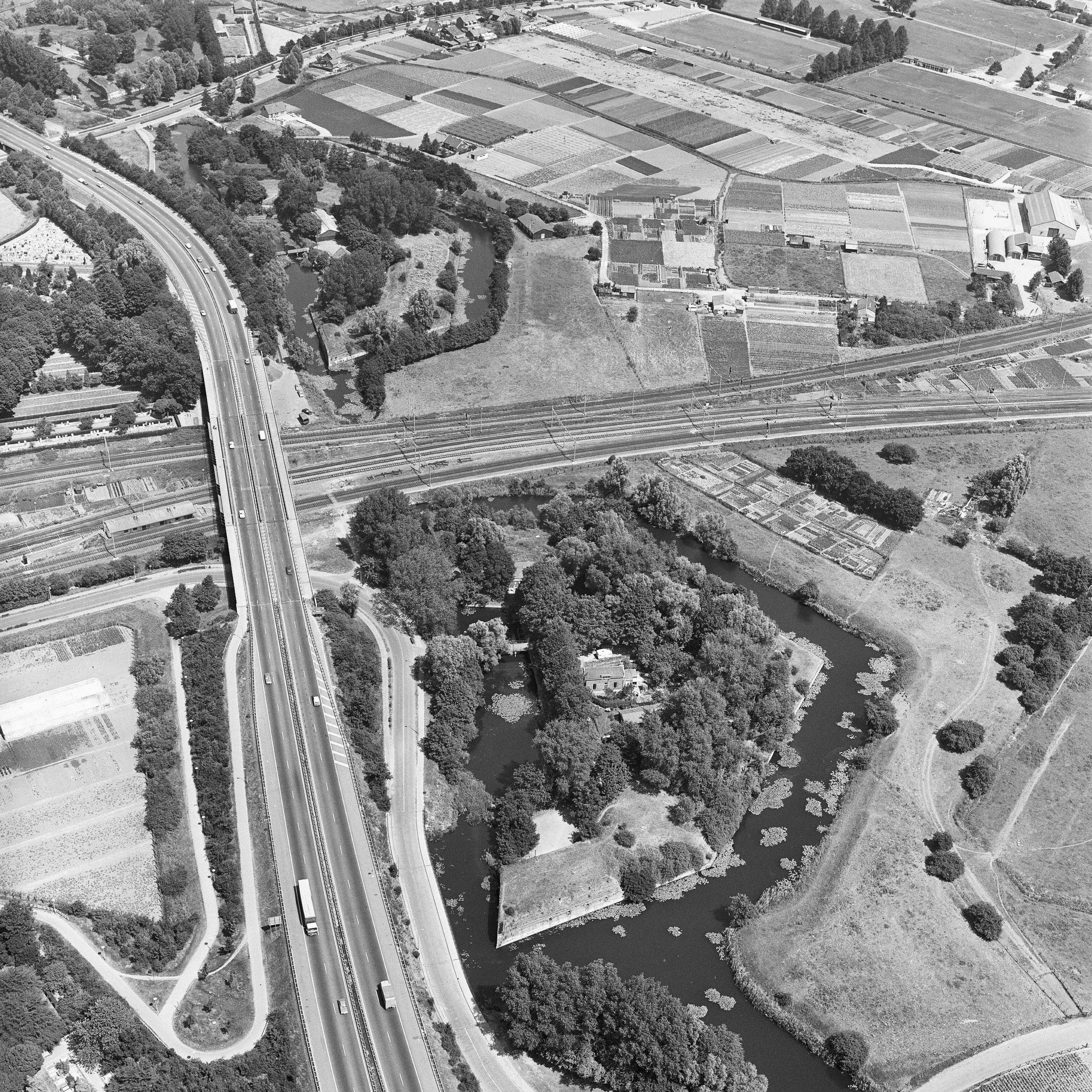
De Lunetten; 1977.
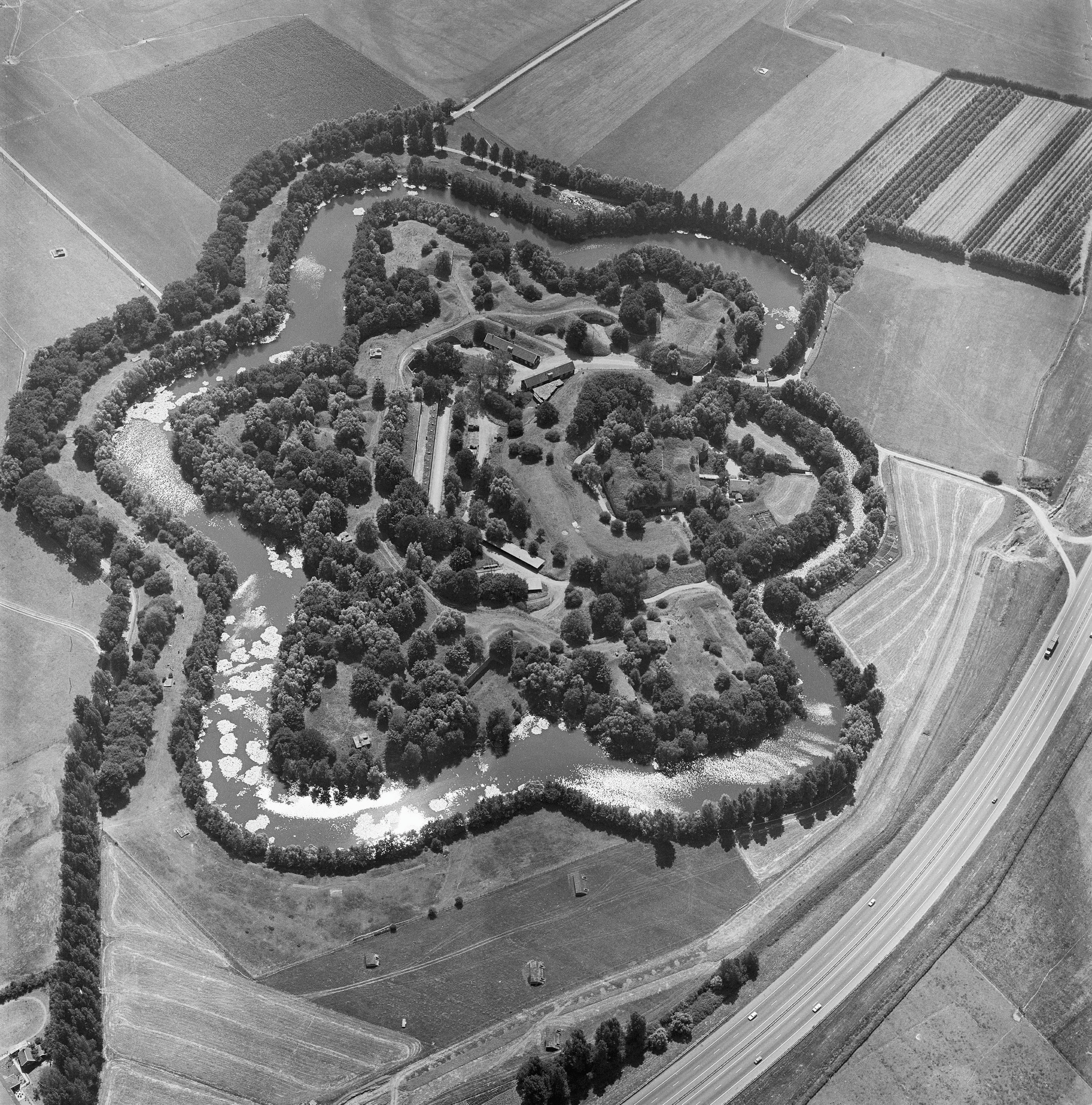
Fort bij Vechten; 1977.
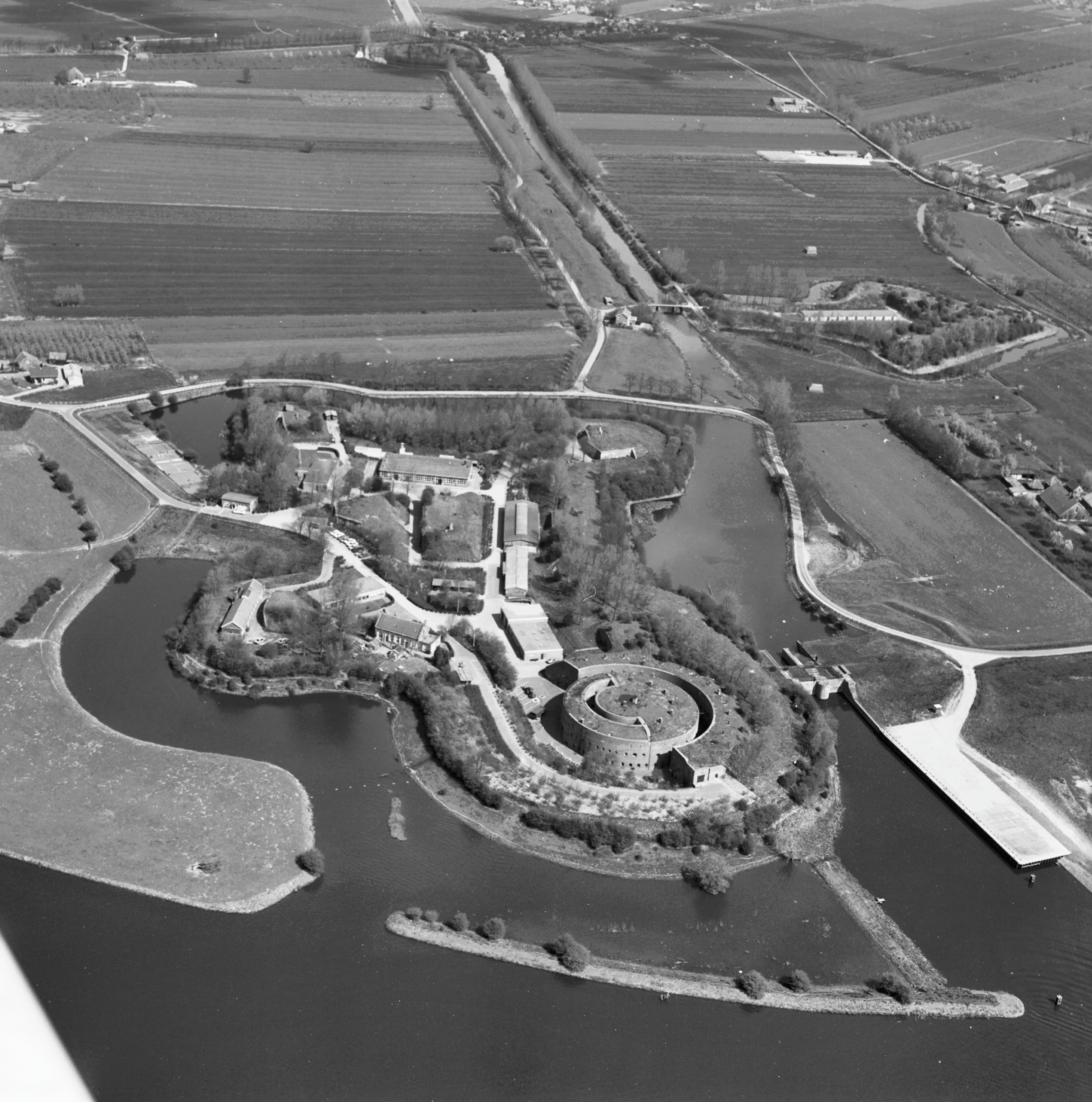
Fort Honswijk; 1977.
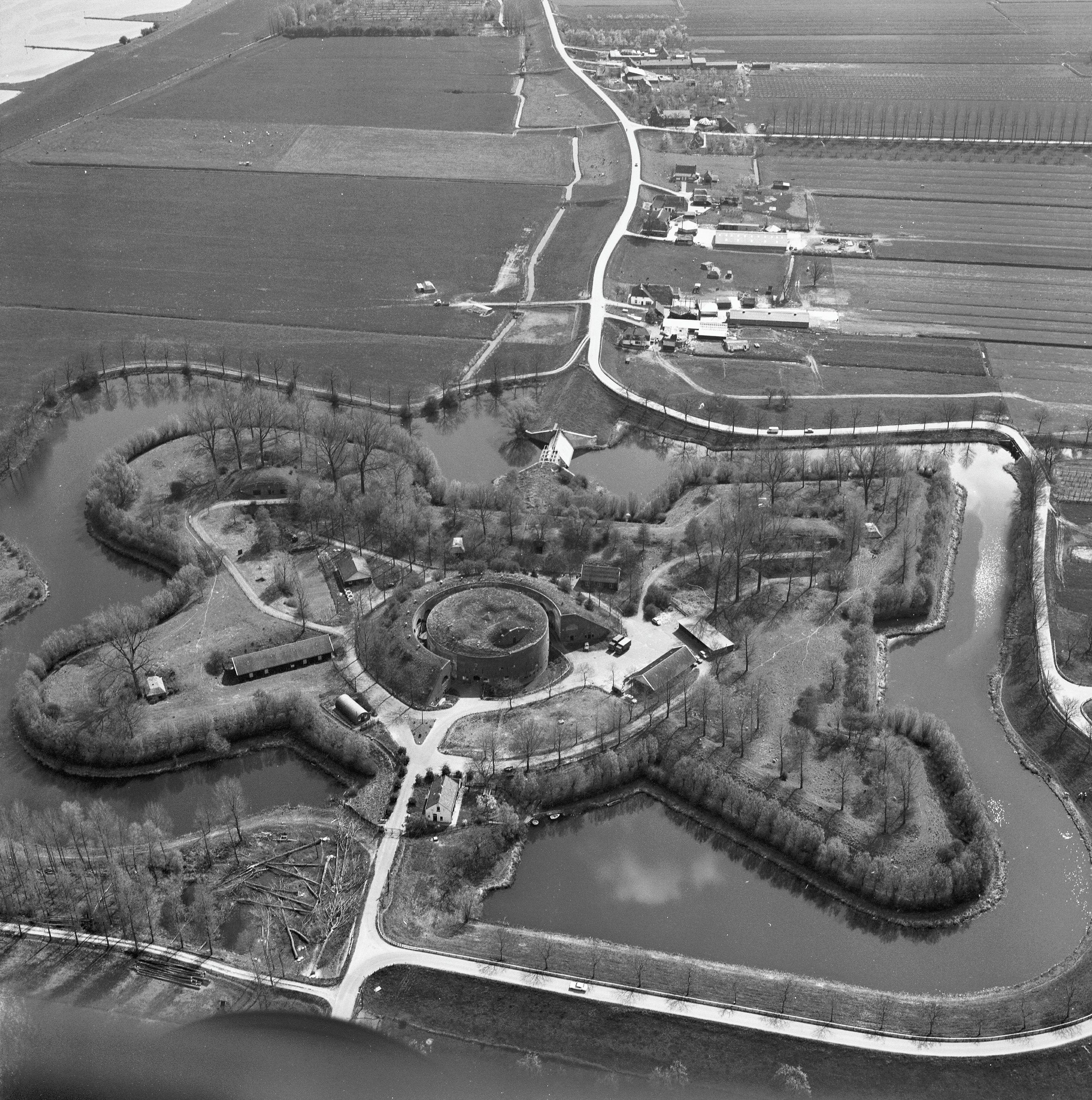
Fort Everdingen; 1977.
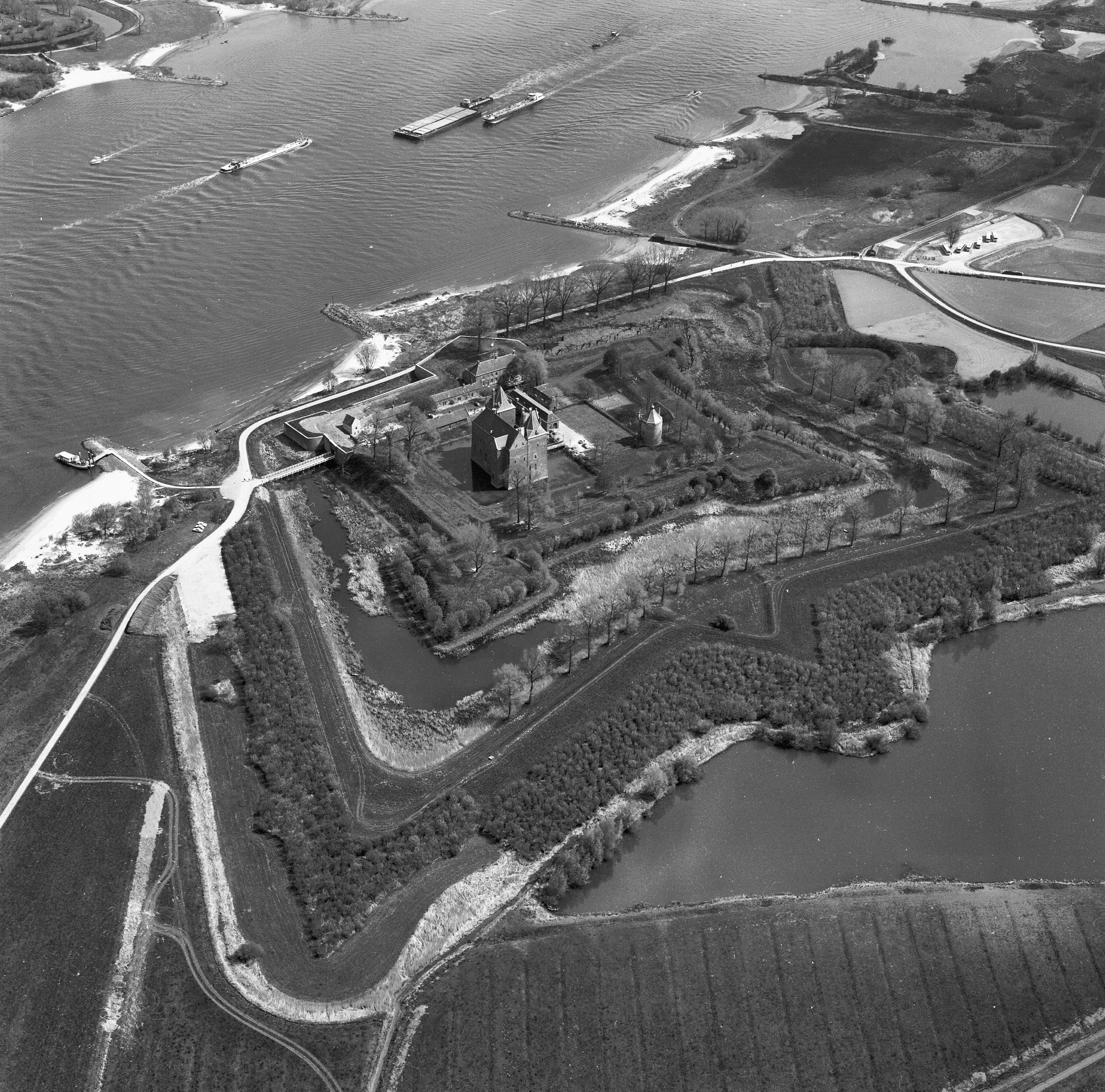
Slot Loevestein; 1977.
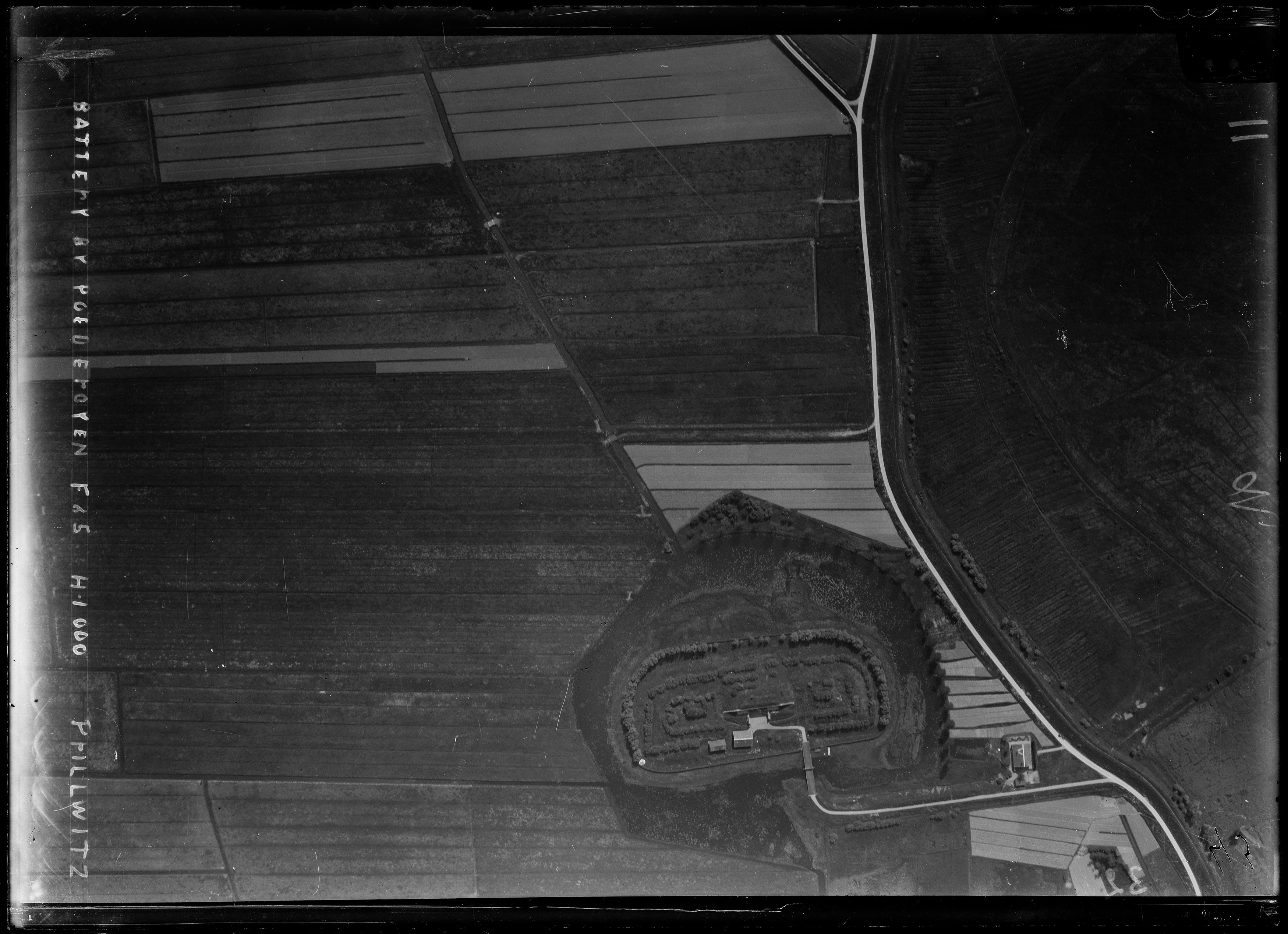
Batterij bij Poederoijen, foto Luchtvaartafdeeling, 1920-1940.